# 四川省
四川省，简称川或蜀，是中华人民共和国西南地区一个省份，省会及最大城市是成都市。有“天府之国”之稱。位于长江上游，由四川盆地和川西高原山地两大部分组成，全省人口绝大部分都聚居在四川盆地。常住总人口8374万人，省人民政府駐成都市锦江区督院街30号。
四川地区先秦时曾分属巴、蜀两国，故别称“巴蜀”，后因宋代在此设置的“川峡四路”而得名“四川”。四川地区曾出现过包括蜀汉、前蜀、后蜀在内的多个地方割据政权，多次在中國歷史大动荡时期形成分裂政权上扮演天下未乱蜀先乱天下即定蜀不定的角色：南宋四川军民依靠山城抗击蒙軍53年，延长了南宋国祚；四川保路运动是辛亥革命推翻清朝统治的导火索；第二次中日战争时期，重慶作為陪都，使得四川成为中国的“大后方”，为抗战胜利做出了重要贡献。1997年，重慶脫離四川省成為直轄市；兩省市發展緊密，合稱「川渝」。
四川农业发达，也是中国重要的工业基地之一，四川川茶、川酒、川盐、蜀锦等产品自古闻名。四川还是全世界最早开采和使用天然气的地区，全世界最早的纸币“交子”也诞生于宋代的四川。四川省地区生产总值一直位居中国西部各省市第一名，位于四川盆地之中的成渝地区也是中国西部经济最为发达、城镇密度最大的地区。四川旅游资源丰富，拥有包括九寨沟、黄龙、都江堰-青城山、峨眉山-乐山大佛、四川大熊猫栖息地等5项世界遗产在内的众多风景名胜，是中国重要的旅游目的地之一。

## 名称
唐初设剑南西川节度使与剑南东川节度使，简称西川、东川，“川”乃“平川广野”之意:321:360。到北宋时，开宝三年（970年）置西川路，四年（971年）分置峡西路，太平兴国六年（981年）合并为川峡路。咸平四年（1001年），分川峡路为益州路、利州路、梓州路、夔州路，简称“川峡四路”，总称“四川路”，“四川”之名由此产生:103。“四川”作为地区名称正式确定，始于南宋初设置的四川都转运使、四川宣抚使、四川安抚史等官职:103。元置四川等处行中书省，明改四川等处承宣布政使司，清为四川省，沿用至今:360。
有种说法认为四川得名于境内有长江、岷江、沱江、嘉陵江四条大川，但這僅僅是巧合，且不准确:128。

## 历史
在大约商朝时期，四川地区出现了巴、蜀，尤其是以三星堆文明、金沙文明为代表的高度发达的古蜀文明。秦王朝统治四川后，巴蜀文化与中原文化互相交融，成为中华文化的重要源头之一，在中国历史上占有重要的地位。

### 史前至先秦

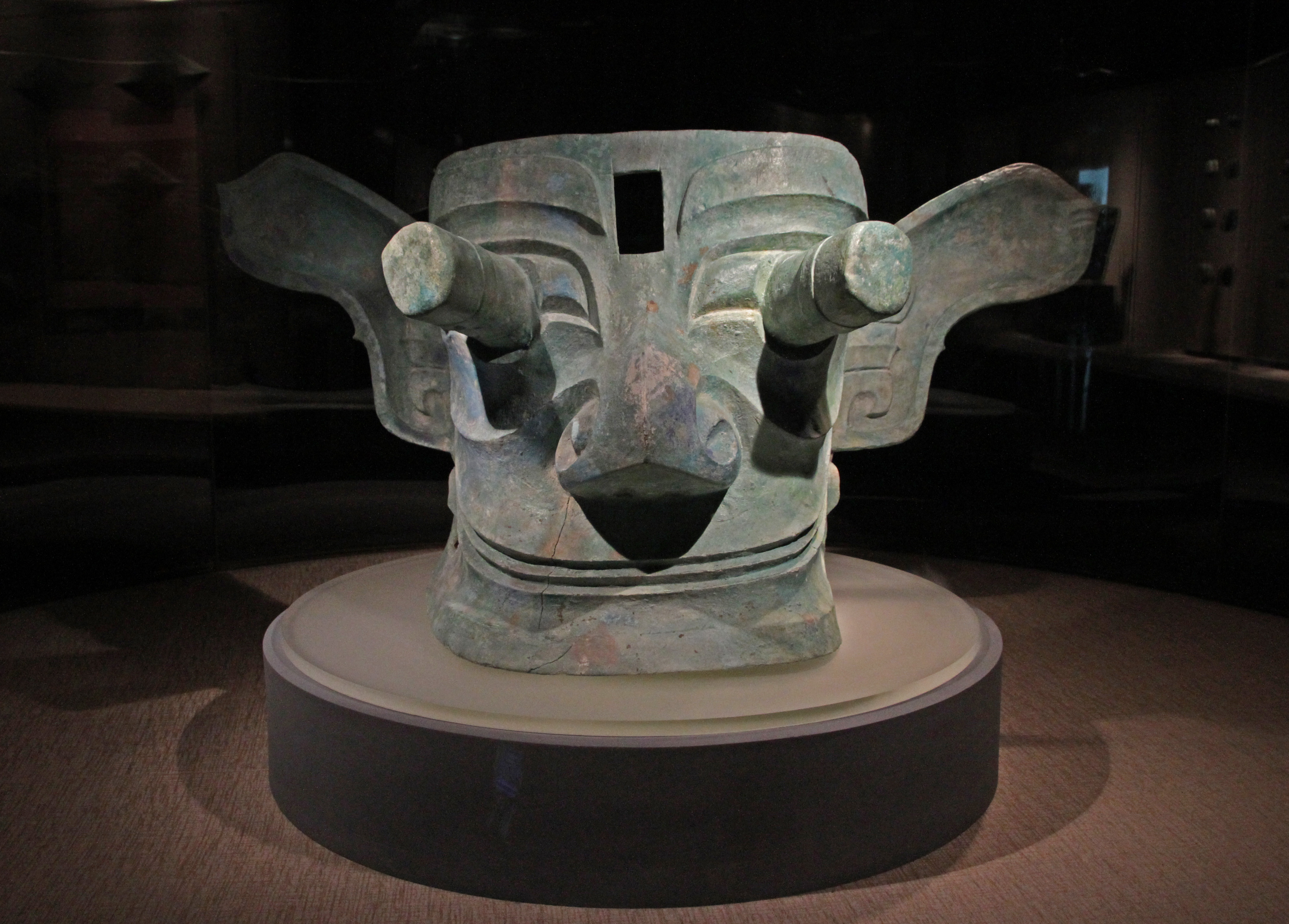
三星堆遗址出土的青铜纵目面具

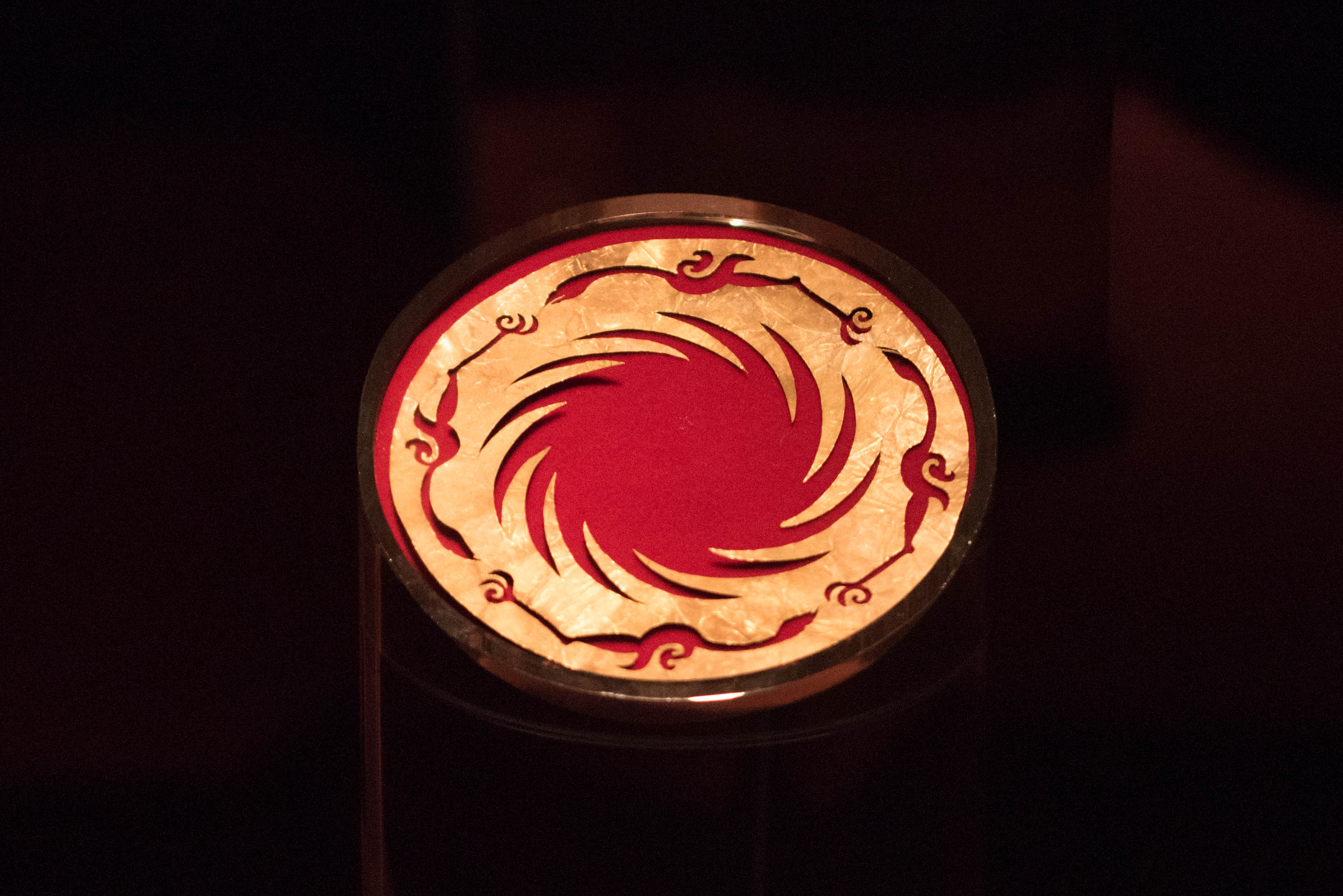
金沙遗址出土的太阳神鸟金饰

据考古发现，两百多万年前的旧石器时代早期，四川便开始有了人类活动。四川境内有已被命名的旧石器时代文化遗址4处。距今约一万年前，四川地区逐渐进入新石器时代。新石器时代遗址分布很广，目前已发现200多处，如绵阳边堆山遗址、岷江上游遗址、大渡河和青衣江遗址、西昌礼州遗址、成都金沙遗址、广汉三星堆遗址文化第一期。其中最重要的是广汉三星堆遗址。
大约在公元前4500至前4000年间的新石器时代晚期阶段，以成都平原为中心的川西地区新石器时代文化迅速发展起来，形成了具有本地特色的宝墩文化。距今约四千年前后，四川地区进入青铜时代，关于古蜀国的上古传说大多描述的是这一时期的历史，其主要内容是关于古蜀国先王的世系和活动，较著名的有大禹导江、杜宇化鹃、长苰化碧等。尽管没有古蜀国文字，但三星堆、金沙、十二桥等遗址的考古发掘和口头传说证明，最迟到商代，四川成都平原已经进入奴隶社会。
大约在夏商之际，蜀人部落从今茂县一带迁徙至成都平原。商周时期，在成都平原建立的奴隶制政权蜀国可能与古史传说中的“三代蜀王”——蚕丛、柏灌、鱼凫有关。“三代蜀王”之后，大约相当于中原西周时期，杜宇王朝建立，其间蜀国的都城迁至郫邑（今郫县），杜宇王朝采用君主世袭制，势力强大，其势力基本覆盖了整个四川盆地。大约于春秋時期早期，杜宇氏禅位于治水有功的蜀相鳖灵，鳖灵建立了开明王朝。古蜀国开明王朝定都于广都（今双流），起初国力强盛，大约在公元前4世纪，开明九世开始仿效华夏礼乐制度，并把都城从广都迁往成都。秦惠文王更元九年（前316年），秦国为统一天下做准备，从石牛道讨伐蜀国。
而在今四川北部、东部和重庆地区，巴国的青铜文明在东周时期也进入了全盛时代。战国末期，巴国为楚所攻伐，最后定都阆中。巴、蜀长期为近邻，通过考古可知，巴文化与蜀文化的相互影响、渗透，渐趋同一，最终形成后世所称之“巴蜀文化”。周慎王五年（公元前316年），蜀王伐苴侯，苴侯奔巴，巴、苴求救于秦国。秦国遣大军由石牛道伐蜀。蜀国灭亡后，秦移师东进，轻取巴国重镇江州和阆中，俘虏巴王，巴国灭亡。

### 秦至南北朝

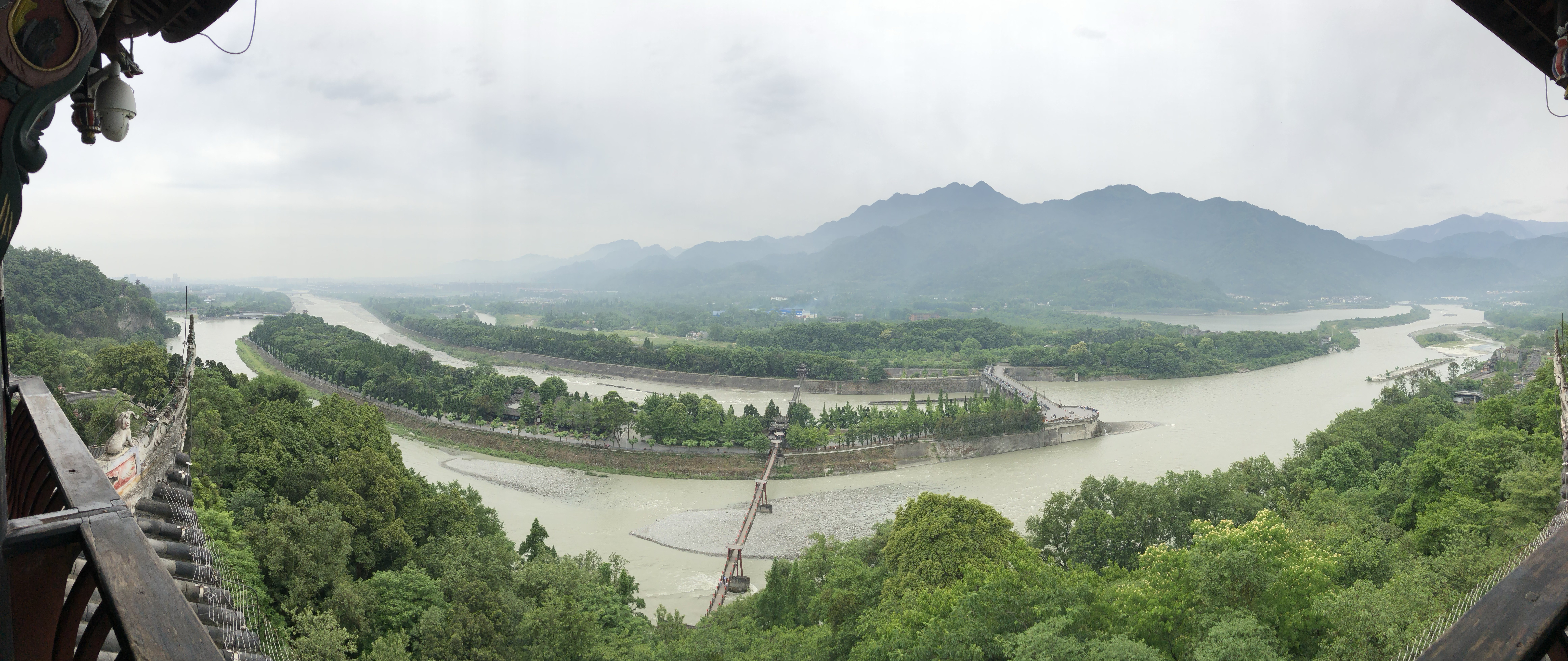
自秦使用至今的都江堰灌溉系统

秦攻占巴蜀后，在四川地区设立了巴、蜀两郡。四川地区逐步实行秦国的制度，开始进入郡县制社会。秦昭襄王至秦庄襄王年间（前276年~前256年），李冰担任蜀郡太守，采取了许多开发蜀地的重大措施，比如修建都江堰，疏通检、郫二江（今南河、锦江），使成都平原日渐富饶，为秦始皇吞并六国提供了重要的物质保证。
秦汉之际，刘邦受项羽封为汉中王统辖汉中和巴蜀，为汉国。楚汉战争时期，四川未卷入战乱，并为汉高祖刘邦称帝建立汉朝提供了重要的后勤保障。

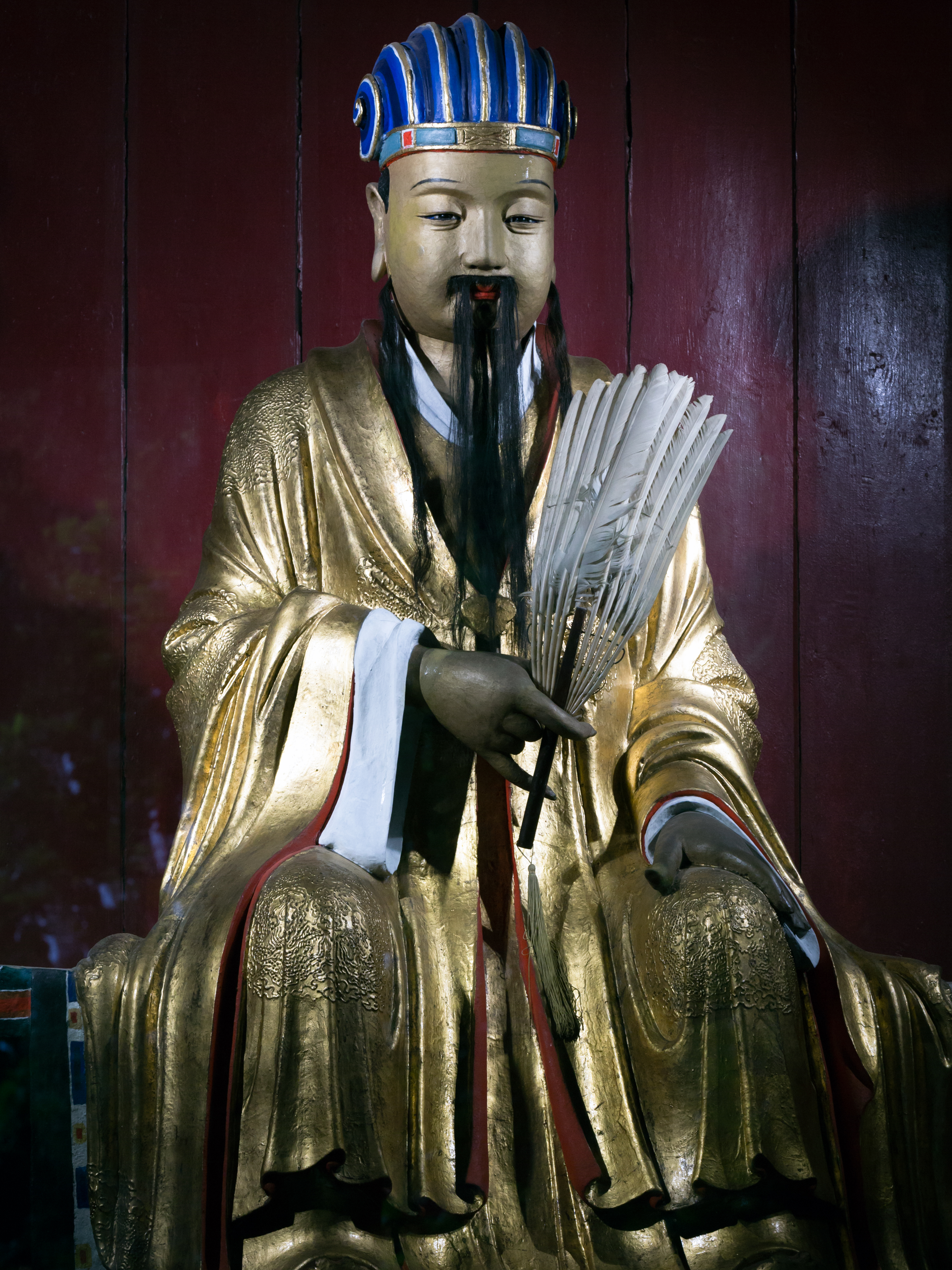
成都武侯祠中的诸葛亮雕像

西汉前期四川地区社会、经济、文化迅速发展，繁华程度超过关中地区而被誉为“天府之国”，美称相沿至今。汉景帝年间，文翁出任蜀郡太守，在成都建立中国首个官办学堂“文翁石室”，从此蜀地学风大盛，可与齐鲁地区相媲美。西汉末，公孙述占据益州，国号“成家”，建都成都。东汉末，益州又被刘焉父子割据（189年~214年）。东汉献帝建安年间刘备入西川后在成都称帝，史称“季汉”（221年~263年）。季汉疆域包括今重庆、四川、云南大部，贵州全部，陕西和甘肃小部。形成魏、漢、吴三国鼎立的局面。汉丞相诸葛亮励精图治，使漢国社会经济得到很大发展。汉后主炎兴元年（263年），漢国被魏国所併。不久，司马炎建立晋朝。西晋永兴三年（306年），李雄在成都称帝，国号“大成”。至东晋咸康四年（338年）时，李雄侄李寿又改国号为“汉”，历史上因之合称为“成汉”。成汉是“十六国”中最早建立的国家，其全盛时疆土覆盖四川盆地及周边部分地区。
四川地区先后受东晋，前秦，樵纵，南朝的宋、齐、梁，北朝的西魏、北周共8个政权的统治。由于政治动荡，战乱频繁，社会经济基本处于停滞状态。

### 隋唐至清
隋开皇元年（581年）四川并入隋之版图，隋唐时期，四川地区社会安定，经济逐步发展而进入全盛时期；中唐时，有“扬一益二”之说。天宝之乱时，唐玄宗曾入蜀避难。之后又有多位大唐皇帝入蜀避难，如唐德宗避朱泚之乱，唐僖宗避黄巢之乱。唐天佑四年（907年），唐朝结束，王建、孟知祥先后在四川地区建立起前蜀、后蜀政权，分别历时18年、31年。前、后蜀政权之间9年时间由后唐短暂统治。前蜀、后蜀前期都采取休养生息政策，由于受中原战乱影响很小，四川一度成为全国最为繁荣的地区。北宋乾德三年（965年），宋军滅后蜀。
宋太宗时，今四川省所在的川峡四路发生多次小规模的民變，比如王小波、李顺起义。但是与全国其他地区相比，这一地区仍安定，使得经济持续的发展，经济发展水平在全国依然处于遥遥领先的地位，南宋时成为抵抗金、蒙的大后方。宋真宗天禧五年(1021年)，四川发行了世界上第一张纸币，称为“交子”。南宋全盛时，川峡四路的人口占南宋全国的23.6%(1231年有户540万)，经济总量占南宋全国的四分之一，军粮占三分之一，是南宋经济发展水平最高的地区之一。1231年拖雷引兵攻掠四川汉中，开始了四川境内近半个世纪的逃荒、大移民、逮捕、大屠杀、大掠夺和大破坏。大多数的四川人民逃到东边的贵州、湖广省，其他向南逃倒广西、广东。蒙古军完全占领四川之后，人口锐减，元世祖至元十五年（1278年)四川纳入版图，户数15.5万户，人口达到77.5万人，只余蒙古军队入侵前人数总量的2.4%（应考虑居民暂时逃离当地的情况），经济是全国十一个行中书省之中的倒数第一，然而短暂的贫困仅仅持续了几十年。

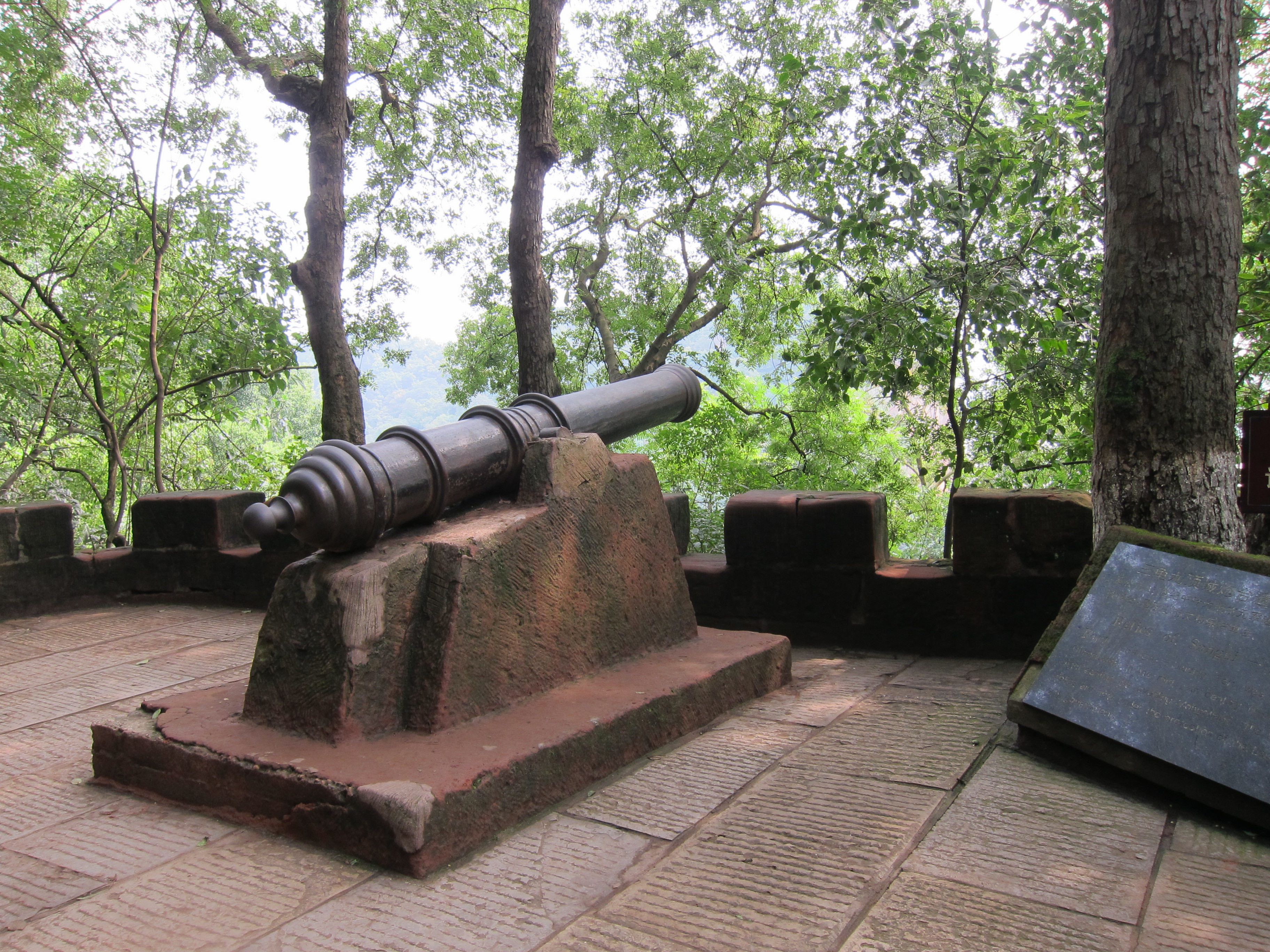
乐山三龟九顶城，南宋四川抗蒙山城之一

明太祖洪武四年（1371年），四川地区并入明朝版图。之后开始组织移民。到洪武二十六年(1393年)，四川承宣布政使司的人口从洪武四年(1371年)的60万增加到134万人。到明神宗万历六年(1578年)四川布政使司地区的人口增加到3,102,073人。期间四川的经济文化得到恢复，四川重新成为全国最强盛的省份之一。但是从明神宗万历后期开始四川又陷入战祸之中，明廷用了约十年时间应付川南播州杨应龙的反复叛降，最终于1600年一举剿灭。明末流寇军张献忠领袖率军入川，建立“大西”政权（1644年~1646年），将成都作为政权中心，定名西京。清朝入关后，四川一直处于战乱之中，直至康熙二十年（1681年）才趋于稳定。由于明末张献忠在四川进行屠蜀以及清初时的长期战乱导致四川人几乎损失殆尽。于是，清廷在顺治朝到乾隆朝陆续进行大规模的移民运动，史称“湖广填四川”。这次历时长达100多年的移民运动使得一开始人口缺乏的四川获得大批劳动力，经济得到恢复。到清朝中后期，四川省经济仅次于江苏、浙江、广东，位居全国第四位，属于经济发达的省份。嘉庆元年（1796年），四川爆发川楚陕白莲教大起义，历时9年清廷才将起义镇压下来。

### 近代

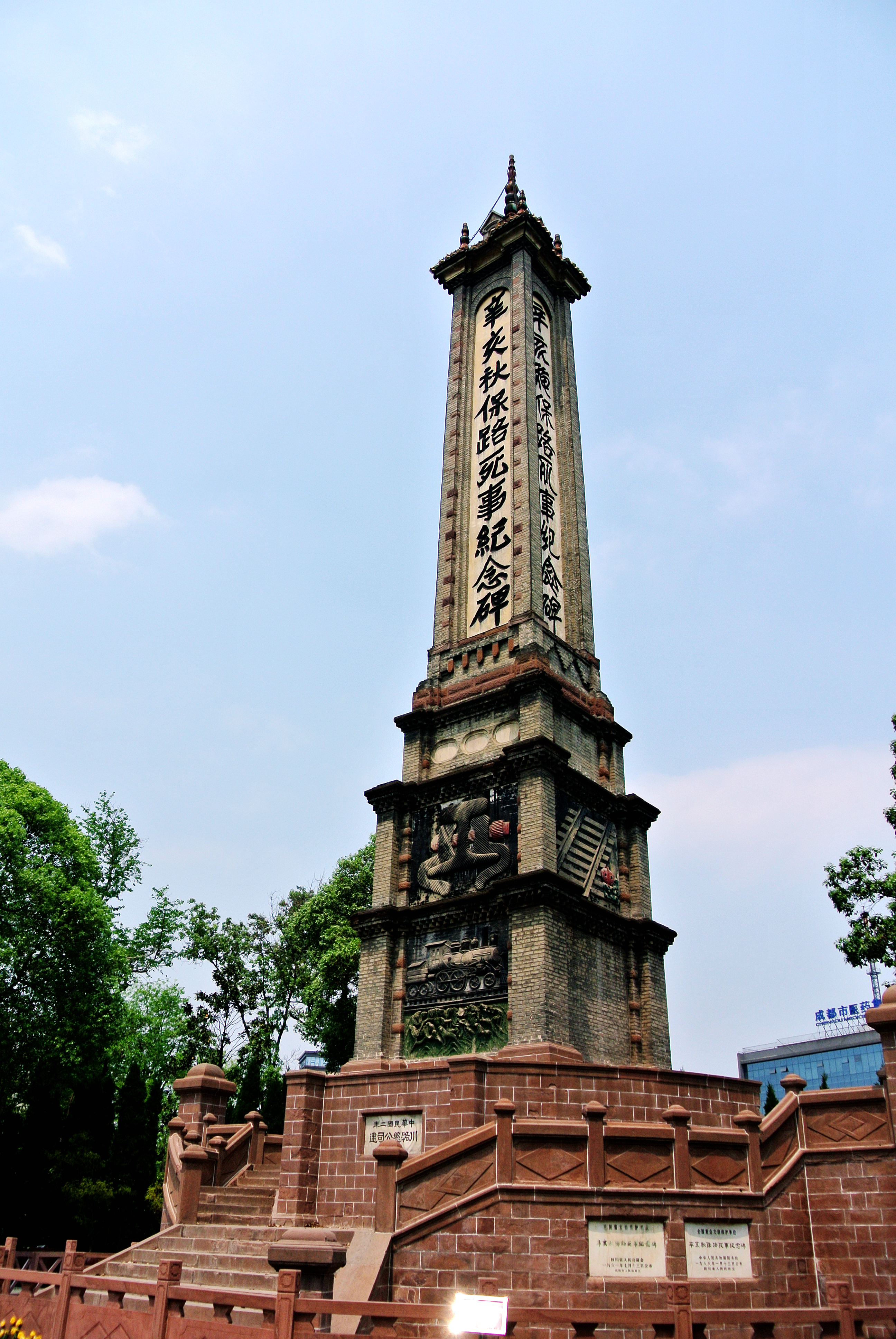
成都辛亥秋保路死事纪念碑

1895年，李鴻章和日本政府代表伊籐博文簽訂《馬關條約》，其中規定增開重慶為通商口岸，民族資本主義在四川開始萌芽。19世紀60年代，太平天国将领石達開入川，之後又爆發成都教案以及義和團起義。在四川爆發的保路運動成為辛亥革命的導火索。
1911年，成都獨立，成立大汉四川軍政府，蒲殿俊和尹昌衡先后任都督。1912年3月11日，成都重庆两地军政府合并，成立中華民國四川都督府。1913年6月，袁世凯任命胡景伊为四川都督。1916年5月22日，四川督军陈宧在四川宣布独立，反对袁世凯称帝。1916年6月袁世凯死后，黎元洪继任为民国大总统，于7月6日任命蔡锷为四川督军兼省长。旋蔡锷病情恶化，于9月离川东渡日本治病。1918年，熊克武自任四川靖国军总司令，并兼摄四川省之军、民两政。1919年4月，四川防区制形成，各个防区军阀割据，相互混战近十五年之久。其中逐渐形成了刘湘、刘文辉、邓锡侯、田颂尧、杨森、李家钰、罗泽洲和刘存厚等八个主要军阀派系。1921年6月熊克武辞职，推举劉湘就任川军总司令兼四川省长。1924年刘湘任川滇边防督办，四川善后督办。1929年国民政府授于刘文辉为四川省政府主席。1932年，刘湘、刘文辉交战。1933年劉湘邀蔣介石入川平叛。1934年12月刘湘任四川省主席、川康绥靖公署主任，刘文辉任西康省主席。

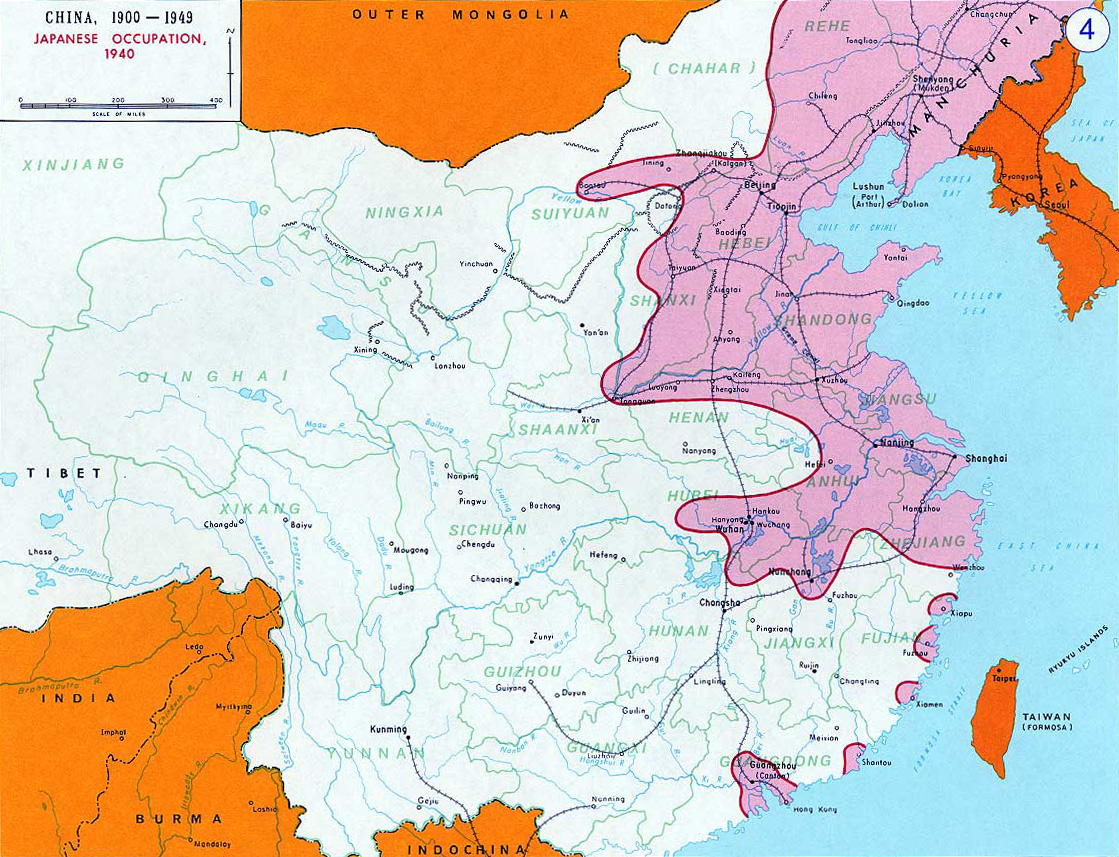
1940年日軍佔領區

1937年，抗日戰爭爆發，中國沿海沿江的各類工礦企業、高等學校和文化團體也紛紛內遷至四川，四川成為中国的大後方。同時300萬川軍出川抗戰，為抗日戰爭作出了傑出的貢獻。1939年9月，蒋介石兼任四川省主席，同月，重庆成为一等院辖市，一个月后便再升重庆市为陪都。1940年11月，蒋介石辞去四川省主席职务，由张群兼任。1940年12月，重庆成为永久陪都，划离四川省，四川成为战时的直隶省。1945年抗日战争胜利后。国民政府同中国共产党在重庆进行了为期43天的和平谈判，史称“重庆谈判”。1946年之后，邓锡侯、王陵基先后任四川省主席。1946年，国共内战爆发。1949年11月1日，西南战役开始，30日解放军控制重庆。1949年12月2日重庆成立军政委员会。10日，蒋介石自成都退守台湾，12日西康省起义，27日解放军控制成都。1950年3月12日，驻云南、四川的中国人民解放军分成南北两路进逼西昌，打响西昌战役。3月20日，西昌最终正式撒守。四川省政府主席唐式遵逃亡，至礼州弃车改为步行，经泸沽进入越嶲，准备由这里回到川南进行游击，同中共方面抗衡。3月27日，唐式遵等人来到越嶲县小山地区的时候，遭到彝民配合解放军包围，战斗到深夜，国军残部全部被歼灭，唐式遵战死。唐式遵是唯一战死的中华民国末任省政府主席。同年4月4日解放军西昌战役取得胜利，至此解放军控制四川全境。

### 当代
中华人民共和国建国之后，将四川省分为川東、川西、川南、川北四个行署区。
1952年8月7日，中央人民政府委员会第十七次会议，全国范围内的调整行政区划，撤銷四个行署区，恢復四川省建制。四川省人民政府由此成立，其中原川东行署所在地办公人员从重庆直辖市巴县迁往北碚，成立四川省北碚市。1954年7月，重慶市重新併入四川省，改為省轄市。1955年，撤銷西康省，金沙江以東劃歸四川省。
在1959年至1961年的三年大饥荒时期，一向丰衣足食的四川省除成都平原几个少数城市以外，均遭受了历史上从未有过的饥荒，尤其以人口众多，耕地却较少的川东山区为甚，造成的非正常死亡人口达到940万人，总数居各省前列，其中最严重的达县和重庆达到642万人，占达县和重庆人口的37%，占全川人口的比例也达到13.07%，居各省第二位，是同期国内工农业生产和百姓生存生活受到最大损害的省份。三年灾害对于四川省可以说是一个转折点，让四川省退出了中国发达地区的序列，成为排名中游的中等省份。
1964年起，四川省为三线建设重点地区之一，重庆、成都则是其中的核心。其中重庆市是全国三线建设输入人口最多的城市，从1963年至1974年，共累计输入三线建设人口达到224万人。
1981年，四川特大洪水，全省有119个市（县、区）受灾，受灾人口共2000万人，其中888人死亡、13010人受伤，倒塌房屋139万间，113万人无家可归，80条公路干线全部冲断，另有牲畜死亡138812头，冲毁耕地112万亩。
1997年，重慶市、萬縣市、涪陵市、黔江地区從四川劃出成立新的重慶直轄市。
2008年5月12日，四川省发生汶川大地震，共造成69,227到300,000人死亡，374643人受伤，17923人失踪。是中华人民共和国成立以来破坏力最大的地震，也是唐山大地震后伤亡最惨重的一次。地震造成四川、甘肃、陕西等省的灾区直接经济损失共8451亿元人民币，灾区的卫生、住房、校舍、通讯、交通、治安、地貌、水利、生态、少数民族文化等方面受到严重破坏。
2017年，國務院批覆並成立中國（四川）自由貿易試驗區。2019年，四川省GDP在全国31个省份中排名第6位，重新回到中国经濟前列。

## 地理

### 地形

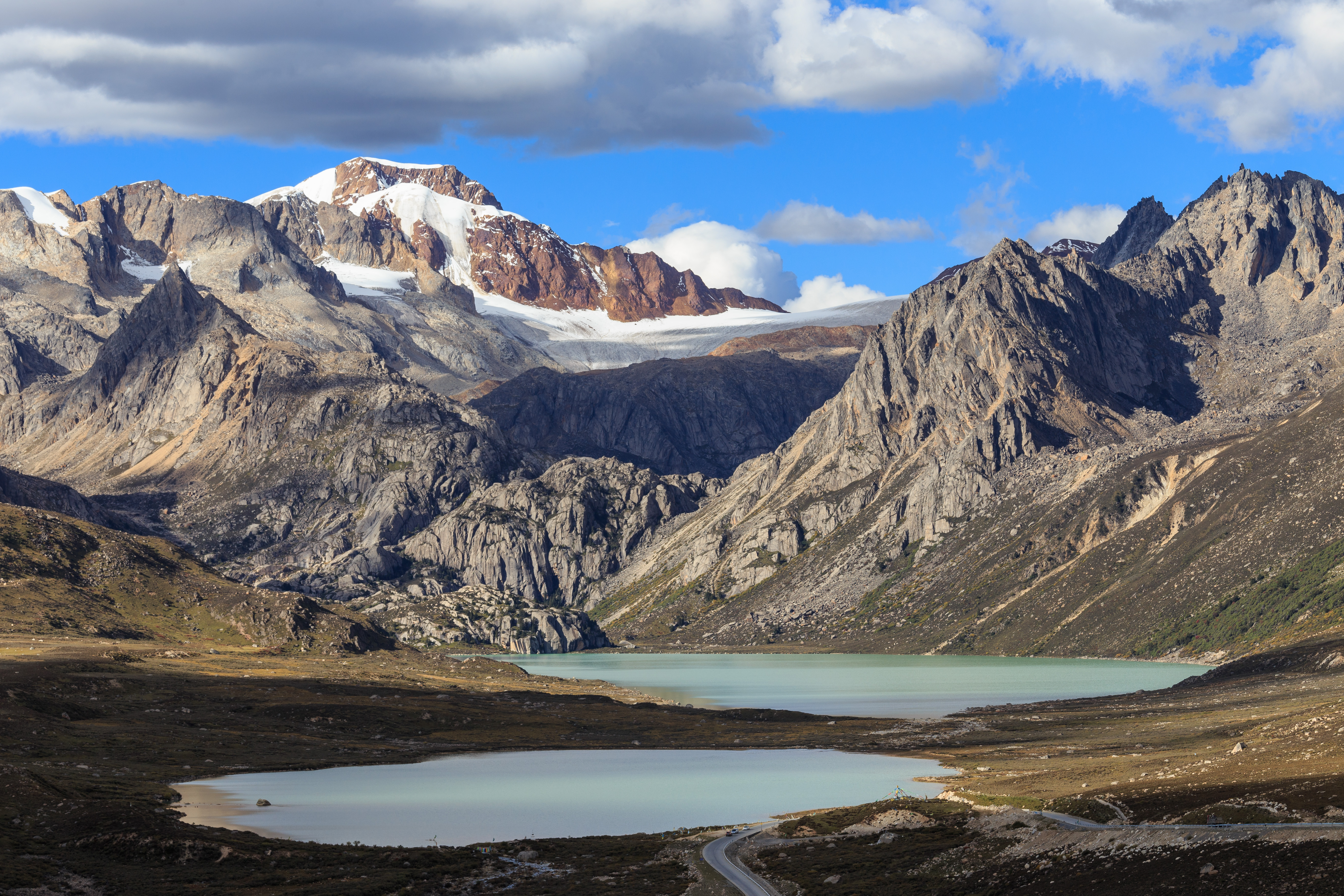
理塘县川西高原风光

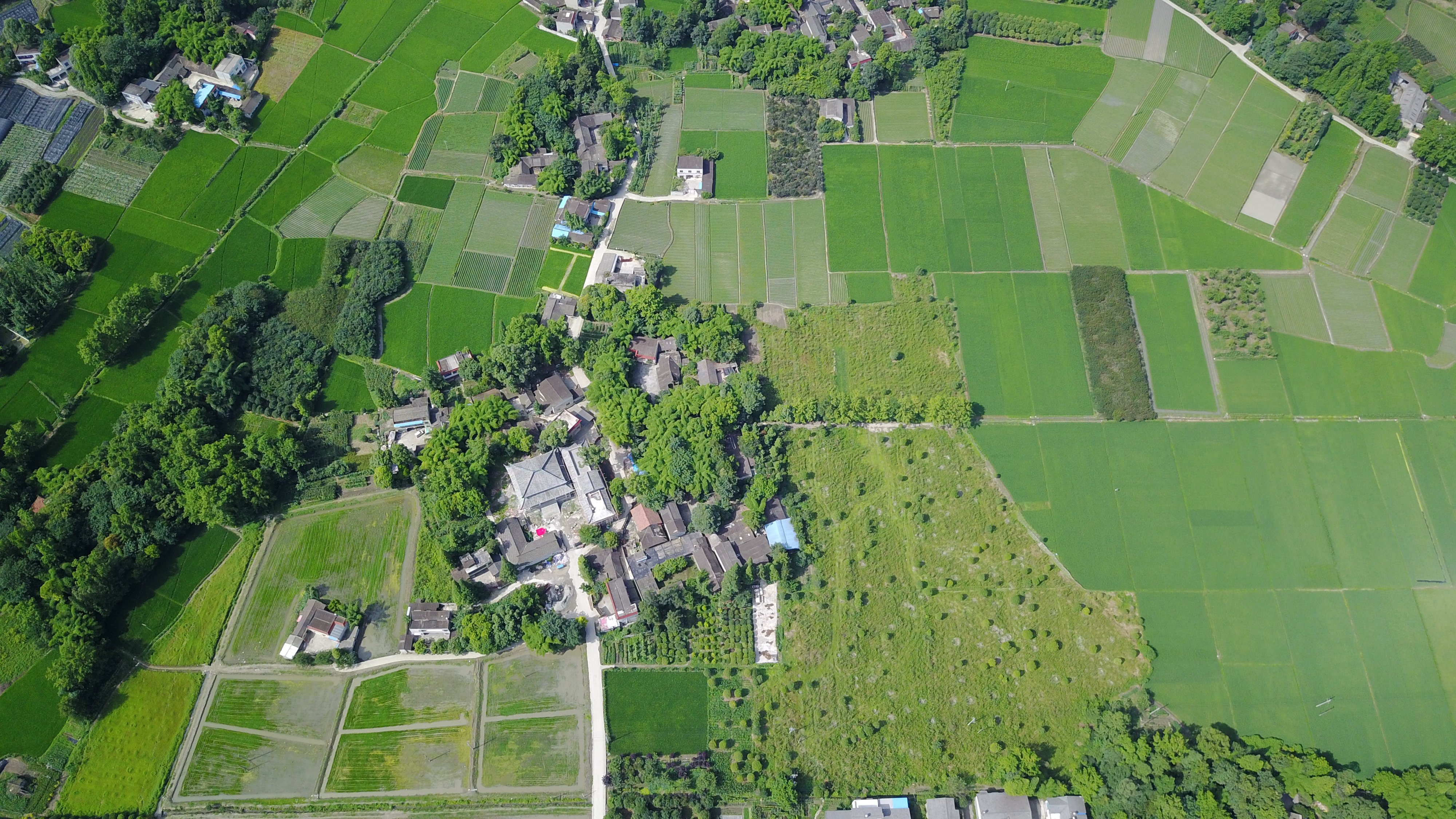
成都平原林盘风光

四川位于中国西南地区，长江上游，是中国内陆腹地省份之一，介于东经97°21′-108°31′和北纬26°03′-34°19′之间，全省东西长1075公里，南北宽921公里，面积48.41万平方公里。四川西部地区是青藏高原的一部分，东部地区则大都位于四川盆地内。四川与重庆、贵州、云南、西藏自治区、青海、甘肃和陕西接壤。
四川省境内以山地为主，丘陵次之，平原和高原少，面积分别占全省幅员面积的77.1％、12.9％、5.3％和4.7％。其中，盆地外围高山占18.3%，川西高山与高原占45.1%，川西南山地占11.6%，盆地丘陵占7.3%，盆地缓丘、平坝占7.2%，盆地内平原占10.5%。
以龙门山-大凉山一线为界，四川大致可分为东部四川盆地及盆缘山地区，以及西部川西高山高原及川西南山地区。四川地形复杂多样，包含四川盆地、川西高原（青藏高原）、横断山脉、云贵高原、秦岭-大巴山山地等几大地貌单元，地跨中国地势第一及第二阶梯，西高东低，由西北向东南倾斜，相对高差达7300多米。全省最高点是川西的大雪山主峰贡嘎山，海拔高达7556米，超过除亚洲外世界其它各大洲最高峰。四川省位於地震帶，屬於地震多發的省份。

### 水文

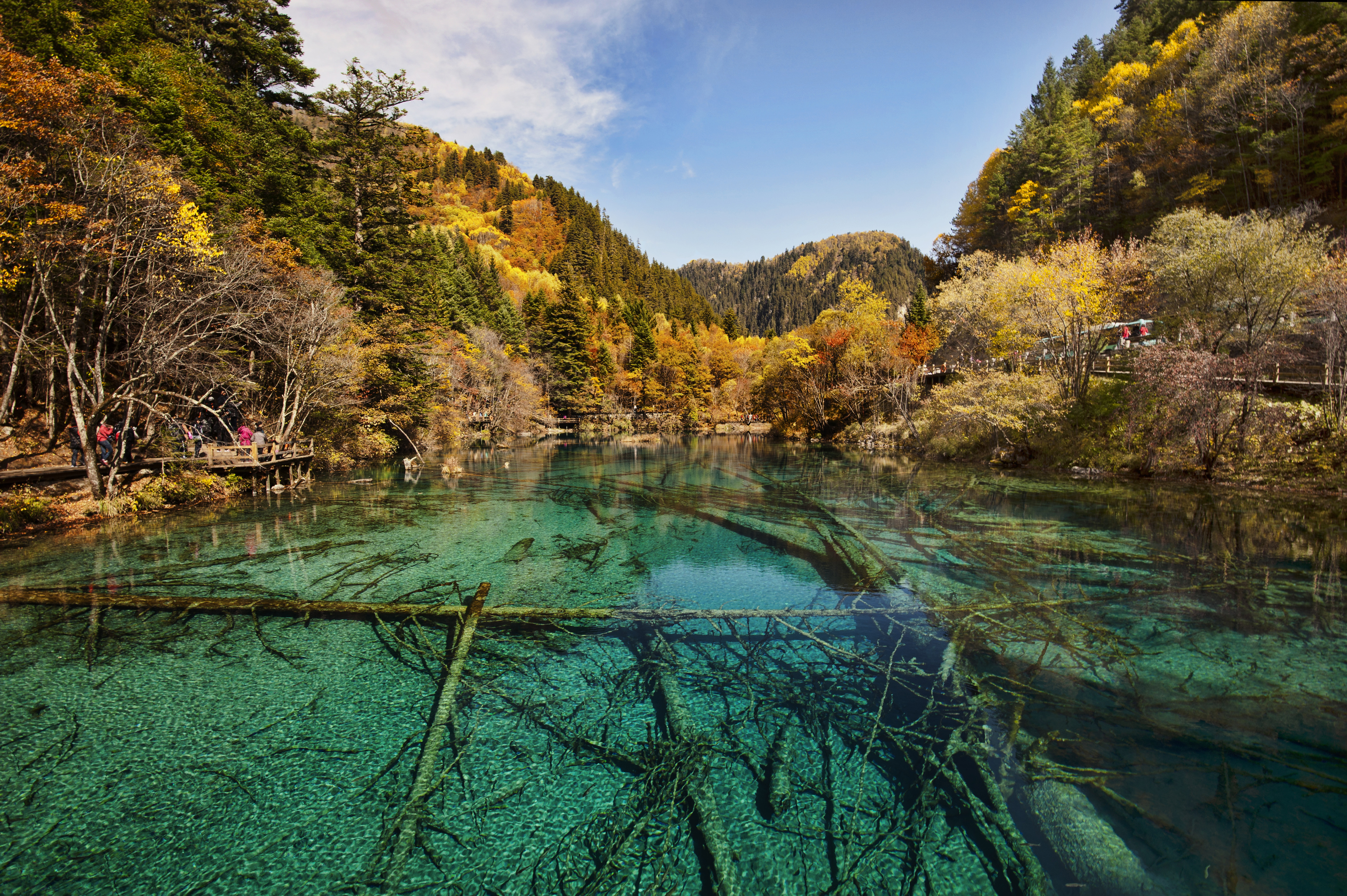
九寨沟五花海

四川省除北部阿坝藏族羌族自治州境内小部属黄河流域外，其余均属长江流域，是除青海外另一个长江和黄河都流经的省份。长江也是流经四川的最大河流，上游称金沙江，是四川和西藏的界河，金沙江流至宜宾后称长江。长江四川境内主要支流有雅砻江、岷江（包括大渡河、青衣江）、沱江、嘉陵江（包括涪江、渠江）、赤水河等。四川是中国水能资源最丰富的地区之一，拥有大量水电站。四川省湖泊大多分布于西部和西北部高山高原地区，以冰蚀湖、溶蚀湖、堰塞湖为主，无特大面积湖泊。全省共有大小湖泊1000多个，著名湖泊有邛海、泸沽湖等。四川北部的若尔盖地区是中国重要的沼泽湿地区。

### 气候

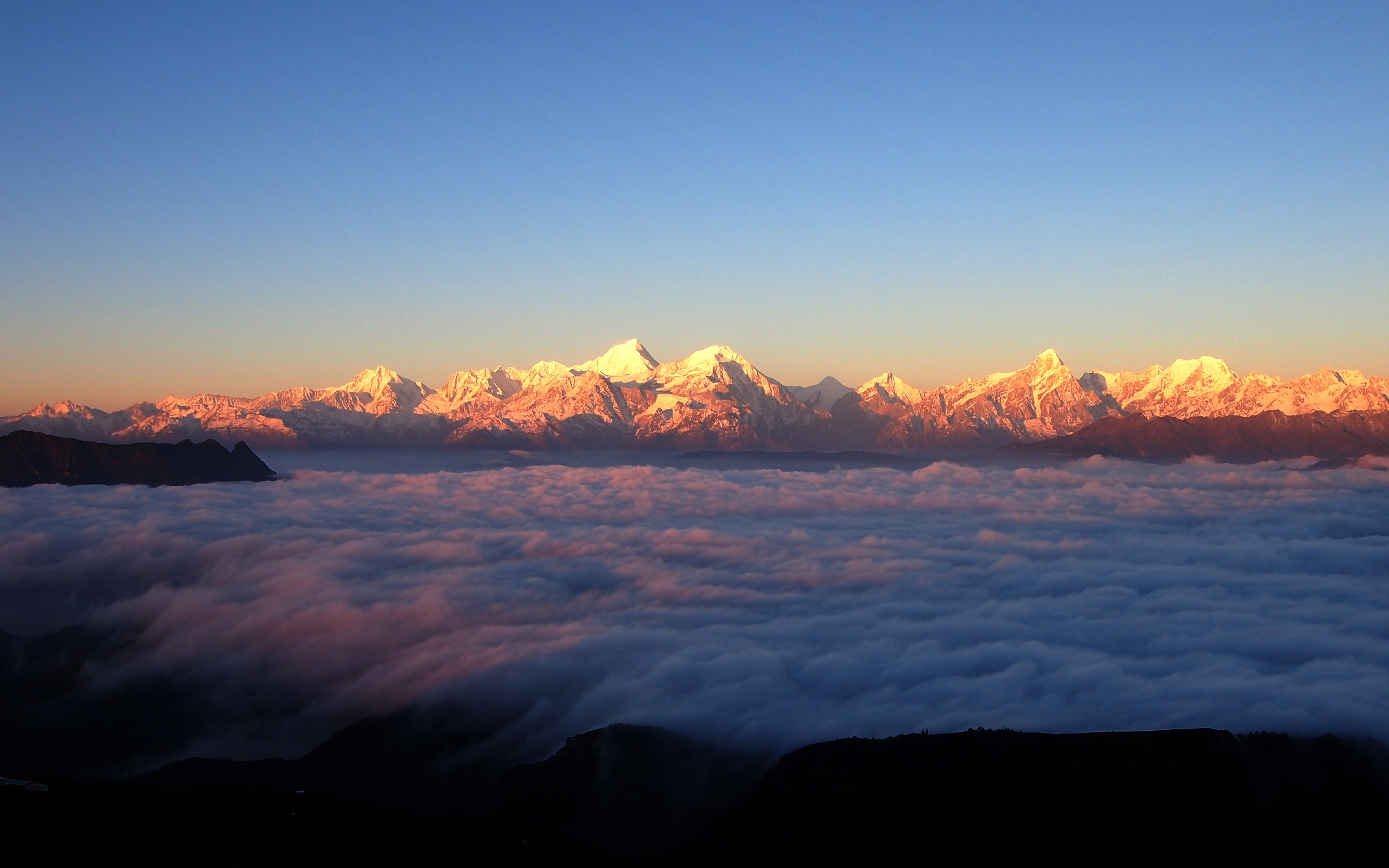
四川最高峰：贡嘎山

四川处于亚热带，由于地形和不同季风环流的交替影响，气候复杂多样。大致的说，东部的四川盆地属亚热带季风气候；而西部的高原地区受地形影响，以垂直气候带为主，该地区从南部到北部，气候类型由亚热带逐渐过渡至亚寒带，而垂直方向上则分布有从亚热带到永冻带的各种气候类型。四川盆地全年日照900~1600小时，是全国日照最少的地区。复杂多样的气候条件，形成了四川丰富多彩的土地利用类型、种类繁多的动植物资源和自然地理景观，有利于农、林、牧和旅游等各业的综合发展。
东部的四川盆地年平均气温14~19℃，比中国同纬度的其它地区（如长江中下游地区）高1℃左右。其中，最冷的1月平均气温3~8℃，最热的7月平均气温25~29℃，春季及秋季气温则接近年平均气温。该地区四季分明，无霜期为280~300天。川西高原大部分地区年平均气温小于8℃，其中1月平均气温-5℃左右，7月平均气温也只有10~15℃，全年无夏，冬季漫长。而川西南山地年平均气温因地形而异，一般谷地为15~20℃，山地为5~15℃。
东部的四川盆地大部年降水量900~1200毫米，其中盆地周边山地多于盆地腹地，而盆西缘山地是全省降雨量最大的地区，达1300~1800毫米，当地城市雅安有“雨城”之称，故柳宗元曾提出“蜀犬吠日”的说法。从季节上说，四川冬季降水最少，仅占全年总雨量的3~5％，夏季降水最多，占全年总雨量的80％，冬干夏雨，雨热同期。川西高原大部分地区降雨稀少，年降水量为600~700毫米，其中金沙江河谷小于400毫米，是全省最干旱的地区。该地区干雨季分明，6~9月为雨季，降雨占全年总雨量的70~90％；11~4月为干季。川西南山地降水地区差异大，干湿季节分明。

### 矿产及生物资源

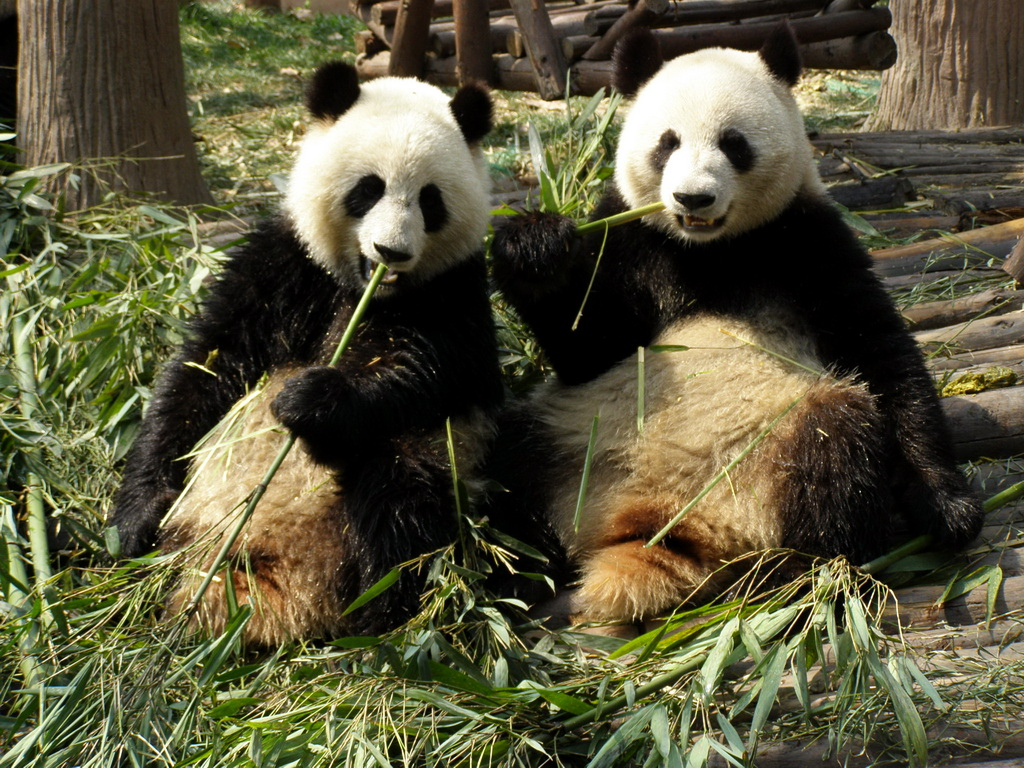
大熊猫栖息地主要分布于四川境内

四川拥有已探明储量的矿产资源132种，占全国资源种数的70%，其中天然气、硫铁矿、芒硝、萤石、钙、钒、钛储量居全国第一。在资源开发基础上的天然气化工、天然气能源、钒钛金属加工等产业在国内具有比较优势。各类石材及矿泉水储量和产量也比较大。
四川是长江上游最大的水源涵养区，是中国三大林区和五大牧区之一，动植物资源丰富。其中天然中药材4300多种，药用植物种类占全国的75%，是国家中药材现代化科技产业基地，中药上有“无川不成方”之说。
四川省境内可利用植物资源1万多种，脊椎动物1100余种，属国家珍稀保护植物84种，全国重点保护的野生动物149种，动物种类和植物种类均位居全国第二位。重点保护野生植物占全国30%，珍稀动物种类数量居全国第二位，74%以上的大熊猫分布在四川境内。

### 四至
| 方位 | 地点                             | 坐标                                            |
| ---- | -------------------------------- | ----------------------------------------------- |
| 北   | 阿坝藏族羌族自治州若尔盖县占哇乡 | 34°18′53″N 102°53′52″E / 34.31470°N 102.89790°E |
| 东   | 达州市宣汉县龙泉土家族乡         | 31°40′02″N 108°32′34″E / 31.66723°N 108.54264°E |
| 南   | 凉山彝族自治州会理市绿水镇       | 26°03′02″N 101°50′06″E / 26.05060°N 101.83510°E |
| 西   | 甘孜藏族自治州石渠县真达乡       | 32°53′51″N 97°20′52″E / 32.89760°N 97.34770°E   |

## 行政區劃

### 地理分区
四川省传统上以四川盆地为中心被分为川西、川东、川南、川北四个片区，而川西高原山地则被曾被称为川边。明代四川曾设有川西道，川北道，上下川东道，上、下川南道。清代四川也基本延续明制，也将四川盆地四分为川西成绵龙茂道、川北道、川东道、川南永宁道。这一行政划分一直延续至民国及共和国初期，1950年至1952年间四川省曾被分为川西、川东、川南、川北四个行署区。1997年6月18日，原重庆市、万县市、涪陵市和黔江地区等4个地级行政区从四川省劃出组成新的重庆直辖市后，原川东地区今大部都属于重庆直辖市。2006年之后，四川省又基于地理和政区将全省分为了成都平原、川东北、川南、攀西、川西北五个经济区。

### 行政区划
四川省现辖1个副省级市，17个地级市、3个自治州。共有55个市辖区、19个县级市、105个县及4个自治县。
- 副省级市：成都市
- 地级市：自贡市、攀枝花市、泸州市、德阳市、绵阳市、广元市、遂宁市、内江市、乐山市、南充市、眉山市、宜宾市、广安市、达州市、雅安市、巴中市、资阳市
- 自治州：阿坝藏族羌族自治州、甘孜藏族自治州、凉山彝族自治州

| 四川省行政区划图 | 四川省行政区划图   | 四川省行政区划图             | 四川省行政区划图  | 四川省行政区划图         | 四川省行政区划图 | 四川省行政区划图 | 四川省行政区划图 | 四川省行政区划图 | 四川省行政区划图 | 四川省行政区划图 |
| --- | ------------------ | ---------------------------- | ----------------- | ------------------------ | ---------------- | ---------------- | ---------------- | ---------------- | ---------------- | ---------------- |
| 成都市 自贡市 攀枝花市 泸州市 德阳市 绵阳市 广元市 遂宁市 内江市 乐山市 南充市 眉山市 宜宾市 广安市 达州市 雅安市 巴中市 资阳市 阿坝藏族 · 羌族自治州 甘孜藏族 · 自治州 凉山彝族 · 自治州 |                    |                              |                   |                          |                  |                  |                  |                  |                  |                  |
| 区划代码 | 区划名称           | 汉语拼音                     | 面积 （平方公里） | 常住人口 （02020年普查） | 政府驻地         | 县级行政区划     | 县级行政区划     | 县级行政区划     | 县级行政区划     |                  |
| 区划代码 | 区划名称           | 汉语拼音                     | 面积 （平方公里） | 常住人口 （02020年普查） | 政府驻地         | 市辖区           | 县级市           | 县               | 自治县           |                  |
| 510000 | 四川省             | Sìchuān Shěng                | 486,116.37        | 83,674,866               | 成都市           | 55               | 19               | 105              | 4                |                  |
| — 副省级市 — |                    |                              |                   |                          |                  |                  |                  |                  |                  |                  |
| 510100 | 成都市             | Chéngdū Shì                  | 14,334.78         | 20,937,757               | 武侯区           | 12               | 5                | 3                |                  |                  |
| — 地级市 — |                    |                              |                   |                          |                  |                  |                  |                  |                  |                  |
| 510300 | 自贡市             | Zìgòng Shì                   | 4,372.46          | 2,489,256                | 自流井区         | 4                |                  | 2                |                  |                  |
| 510400 | 攀枝花市           | Pānzhīhuā Shì                | 7,411.03          | 1,212,203                | 东区             | 3                |                  | 2                |                  |                  |
| 510500 | 泸州市             | Lúzhōu Shì                   | 12,228.64         | 4,254,149                | 江阳区           | 3                |                  | 4                |                  |                  |
| 510600 | 德阳市             | Déyáng Shì                   | 5,911.22          | 3,456,161                | 旌阳区           | 2                | 3                | 1                |                  |                  |
| 510700 | 绵阳市             | Miányáng Shì                 | 20,256.88         | 4,868,243                | 涪城区           | 3                | 1                | 4                | 1                |                  |
| 510800 | 广元市             | Guǎngyuán Shì                | 16,318.71         | 2,305,657                | 利州区           | 3                |                  | 4                |                  |                  |
| 510900 | 遂宁市             | Suìníng Shì                  | 5,322.18          | 2,814,196                | 船山区           | 2                | 1                | 2                |                  |                  |
| 511000 | 内江市             | Nèijiāng Shì                 | 5,384.72          | 3,140,678                | 市中区           | 2                | 1                | 2                |                  |                  |
| 511100 | 乐山市             | Lèshān Shì                   | 12,720.03         | 3,160,168                | 市中区           | 4                | 1                | 4                | 2                |                  |
| 511300 | 南充市             | Nánchōng Shì                 | 12,482.05         | 5,607,565                | 顺庆区           | 3                | 1                | 5                |                  |                  |
| 511400 | 眉山市             | Méishān Shì                  | 7,139.86          | 2,955,219                | 东坡区           | 2                |                  | 4                |                  |                  |
| 511500 | 宜宾市             | Yíbīn Shì                    | 13,270.78         | 4,588,804                | 叙州区           | 3                |                  | 7                |                  |                  |
| 511600 | 广安市             | Guǎng'ān Shì                 | 6,339.22          | 3,254,883                | 广安区           | 2                | 1                | 3                |                  |                  |
| 511700 | 达州市             | Dázhōu Shì                   | 16,587.91         | 5,385,422                | 通川区           | 2                | 1                | 4                |                  |                  |
| 511800 | 雅安市             | Yǎ'ān Shì                    | 15,046.10         | 1,434,603                | 雨城区           | 2                |                  | 6                |                  |                  |
| 511900 | 巴中市             | Bāzhōng Shì                  | 12,296.90         | 2,712,894                | 巴州区           | 2                |                  | 3                |                  |                  |
| 512000 | 资阳市             | Zīyáng Shì                   | 5,746.64          | 2,308,631                | 雁江区           | 1                |                  | 2                |                  |                  |
| — 自治州 — |                    |                              |                   |                          |                  |                  |                  |                  |                  |                  |
| 513200 | 阿坝藏族羌族自治州 | Ābà Zàngzú Qiāngzú Zìzhìzhōu | 83,002.41         | 822,587                  | 马尔康市         |                  | 1                | 12               |                  |                  |
| 513300 | 甘孜藏族自治州     | Gānzī Zàngzú Zìzhìzhōu       | 149,683.01        | 1,107,431                | 康定市           |                  | 1                | 17               |                  |                  |
| 513400 | 凉山彝族自治州     | Liángshān Yízú Zìzhìzhōu     | 60,260.85         | 4,858,359                | 西昌市           |                  | 2                | 14               | 1                |                  |

## 交通

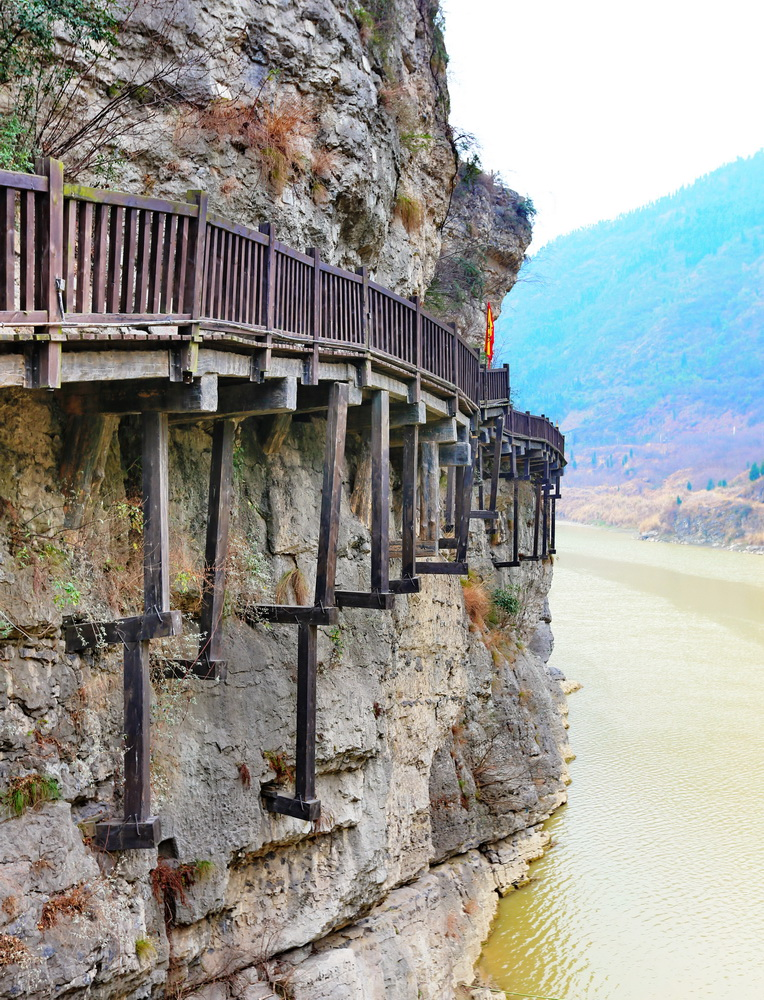
蜀道金牛道广元段的明月峡古栈道

四川处于中国西南腹地，是中国地势第一阶梯和第二阶梯交叠过渡地带，中央为四川盆地，四围是高山，因此古代交通不甚便利。世人皆知“蜀道难”。近现代化以来，四川的公路、铁路、水运、航空、管道等交通运输随着不断建设而逐步改善。

### 公路
1913年，四川省的第一条现代公路：成灌马路（成都至灌县）开始修筑，全长55公里，拉开了四川省公路发展的序幕。1941年通车的乐西公路（乐山至西昌），曾担负转运滇缅公路、驼峰航线等国际援助物资的重任，是中国抗日战争时期重要的军事物资运输线。四川省第一条高速公路成渝高速公路于1995年7月1日开通，是中华人民共和国第一条山岭重丘区高速公路。至2019年底，四川公路通车总里程为337094.9公里，居中国各省区市第一位。其中高速公路通车总里程7523.2公里，居中国各省区市第二位。包括京昆高速、包茂高速、沪蓉高速、厦蓉高速等在内的22条国家高速公路过境四川，与四川省高速公路共同组成了四川高速公路网络。四川高速公路与四川省普通省道、过境普通国道一道，共同构成了全省公路干线网络。中国《国家公路网规划（2013－2030年）》与《四川省高速公路网规划（2019－2035年）》中四川全省高速公路规划路线约1.61万公里。

### 铁路及城市轨道交通

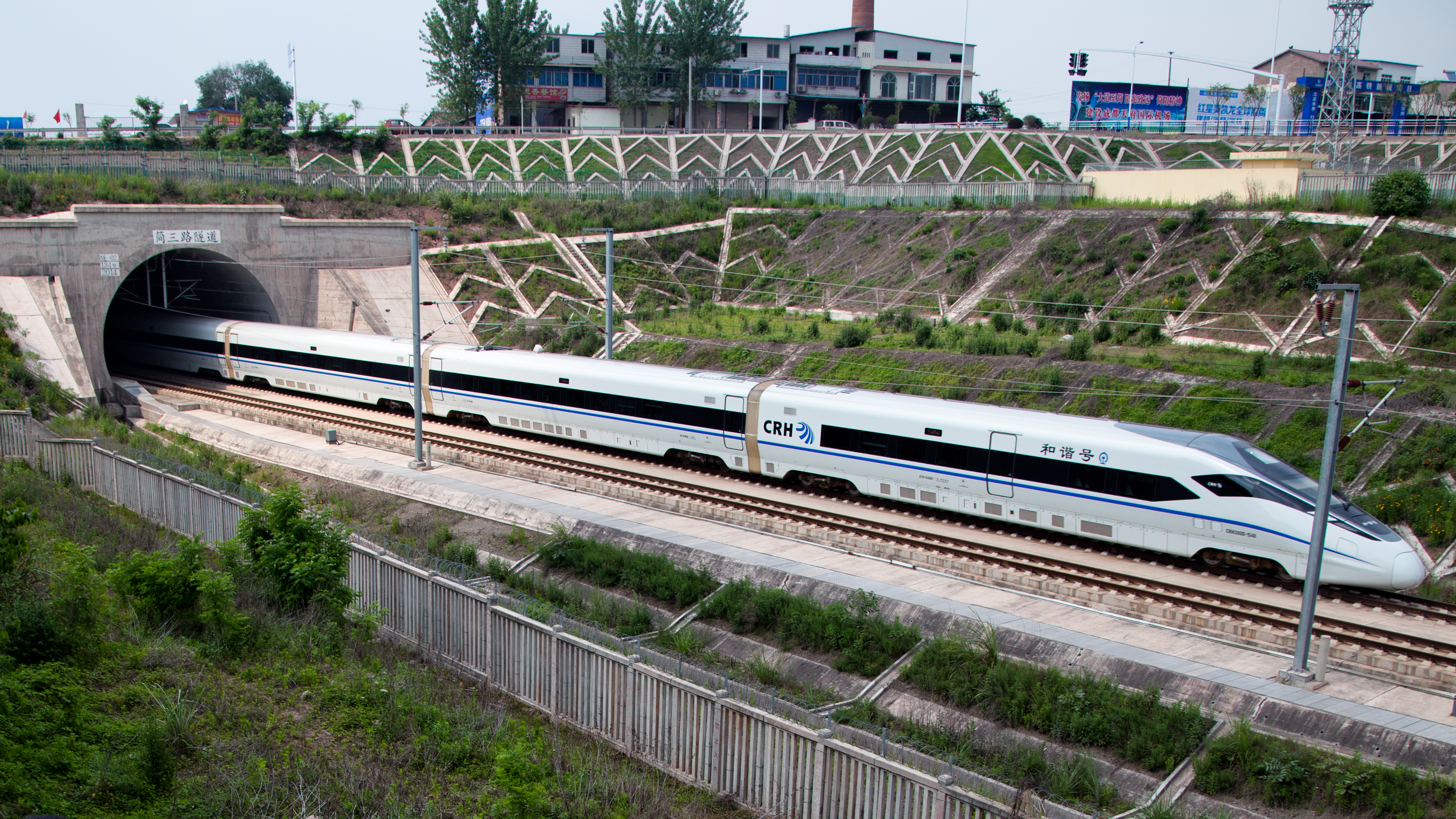
成渝客运专线简阳南站附近行驶的高速列车

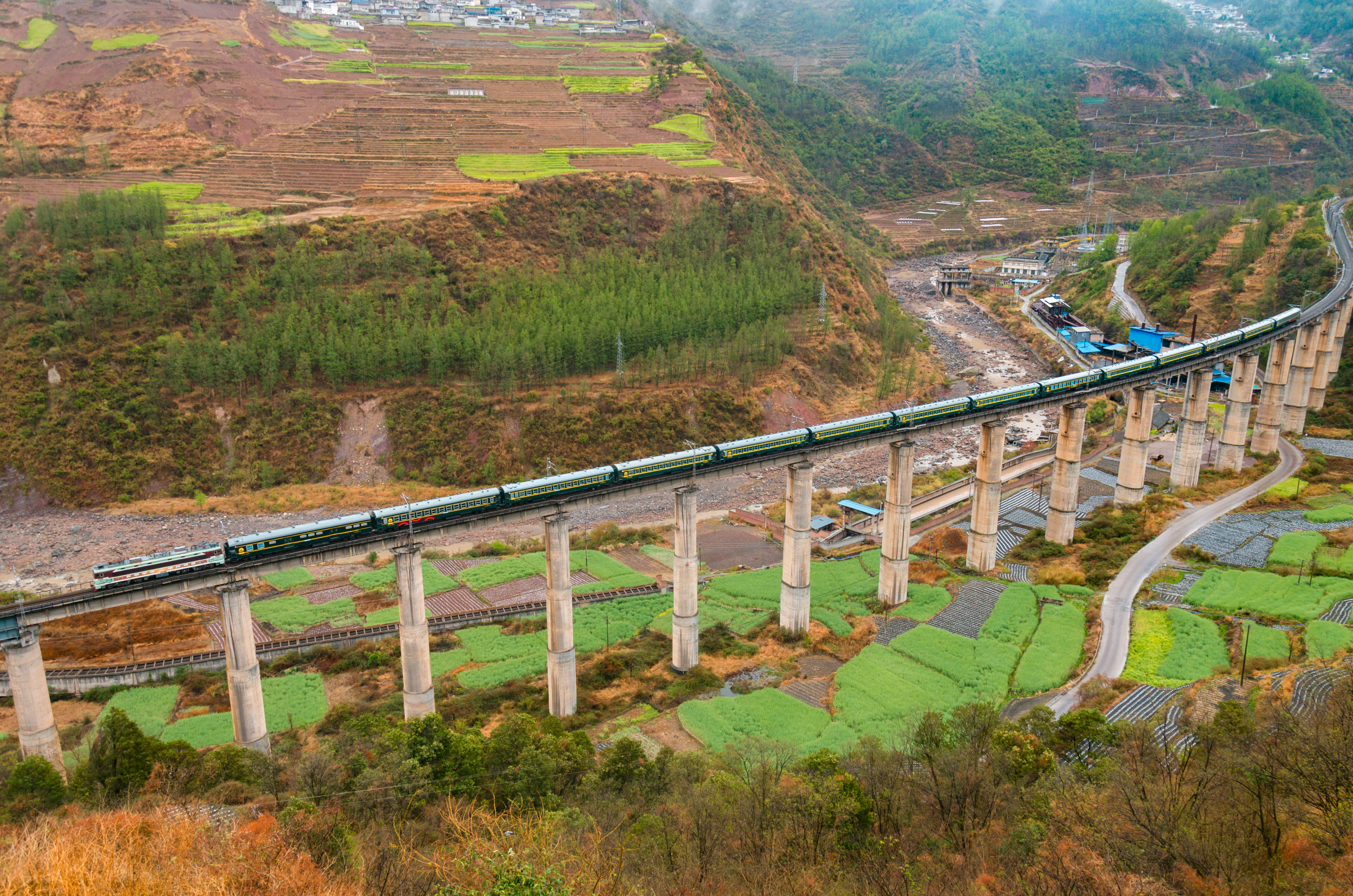
成昆铁路是四川三线建设的重点项目之一

1904年，清政府在成都成立川汉铁路总公司，计划建设串联四川、湖北两省的川汉铁路，但官民间的投资纠纷引发了保路运动，其兴建历程也波折不断，直到1952年其中一段成渝铁路才建成通车，是四川省境内的第一条干线铁路。截止2018年，四川省铁路营业里程为5095公里，其中高速铁路运营里程约1140公里。四川境内已通車有宝成、兰渝、成渝、成昆、内昆、达成、遂渝铁路等普速铁路干线，以及成贵客运专线、成渝客运专线、西成客运专线、成灌铁路、成蒲铁路等高速铁路。设位于四川的成都铁路局管辖四川、贵州、重庆两省一市的国有铁路和合资铁路。四川还在建和拟建有川藏、川青等铁路干线，以及成自、绵泸、成达万、成渝中线和渝昆等高速或城际铁路。四川省还规划有山地轨道交通网络，其中首条都江堰至四姑娘山山地铁路已经于2020年动工，是中国境内第一条齿轨铁路。

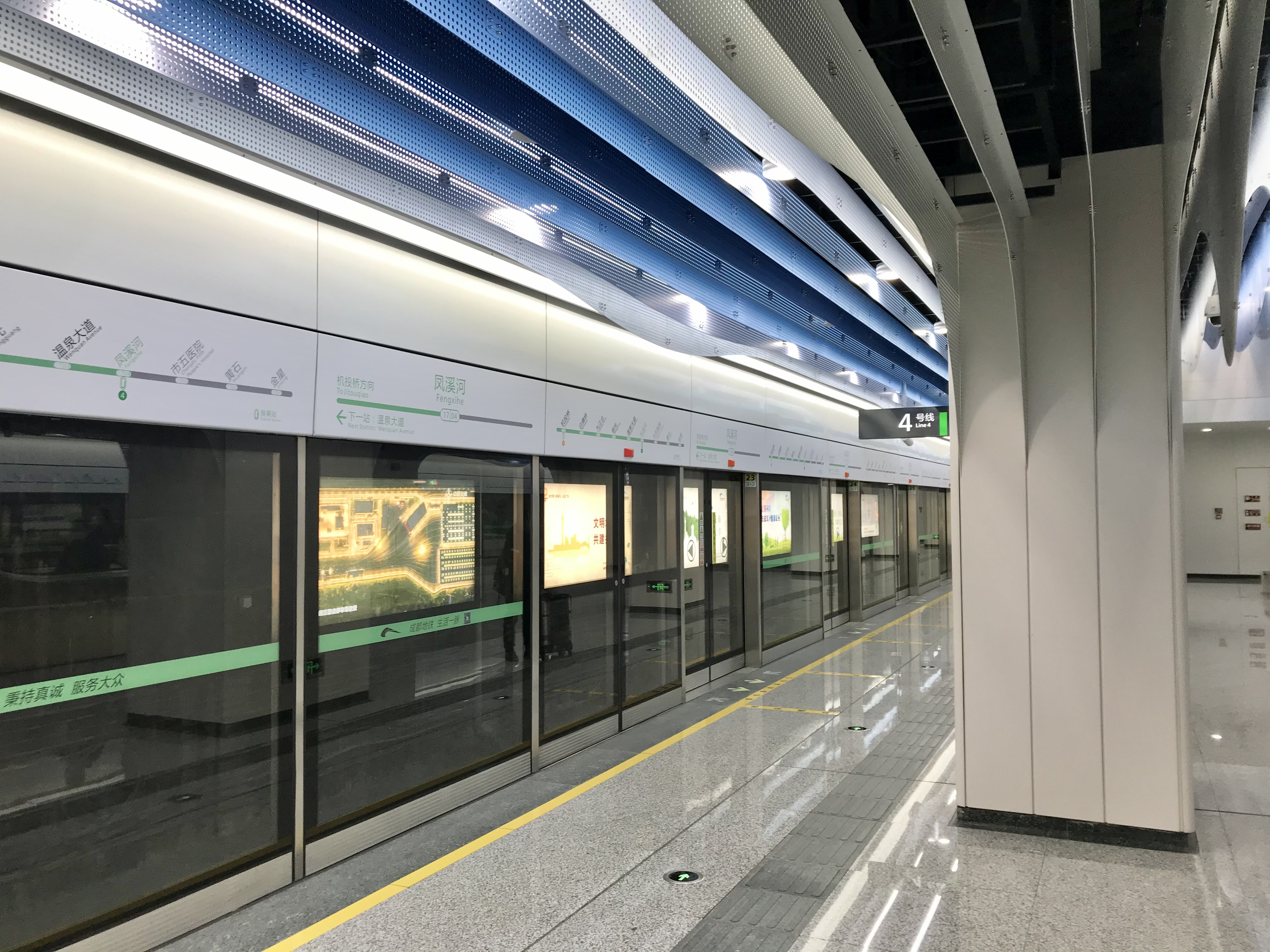
成都地铁17号线站台

成都市目前拥有四川省唯一的城市轨道交通网路。成都第一条地铁线路成都地铁1号线于2010年投入运营，为中国中西部地区首条开通营运的全地下地铁线路。截止2021年1月，成都地铁共有12条地铁线路，拥有373座运营车站（换乘站不重复计入），总长518.5公里运营线路的地铁系统，里程位居中国各城市第四名，也是全球各城市第四名。2019年成都地铁全年客流达14.0亿乘次。自2020年开始，成都平原城市群的跨市快速轨道交通也被提上日程。多条快速轨道交通线路将连接毗邻成都的德阳、眉山和资阳，并对成都西部较偏远区县实现覆盖。在这之中，成都到资阳的S3线已经开工，到眉山、德阳的S5、S11线亦被列入近期规划。
四川省政府于2014年发文，积极支持省内绵阳，南充，泸州三座城市开展轨道交通前期规划研究工作。但在2018年国务院收紧轨道交通审批后，除成都外的四川各地级市尚无明确的独立轨道交通建设时间表。广安市曾于2017年起开建跨座式单轨列车广安云轨示范线，但目前处于停工状态。另外宜宾市于2019年建成首条智轨线路，但其并非轨道交通，而是于公路路面行驶的一种快速公交。

### 航空

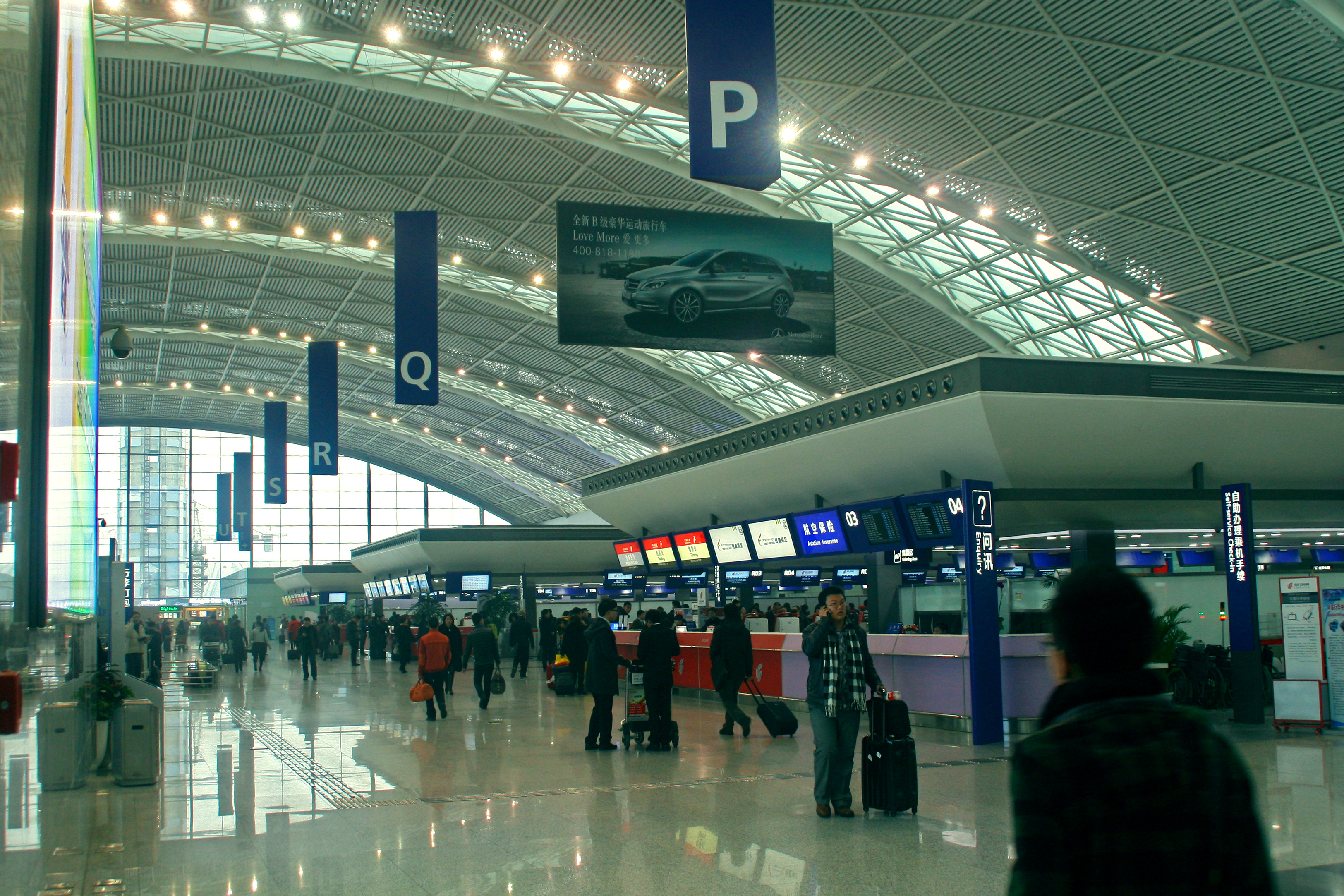
成都双流国际机场二号航站楼内景

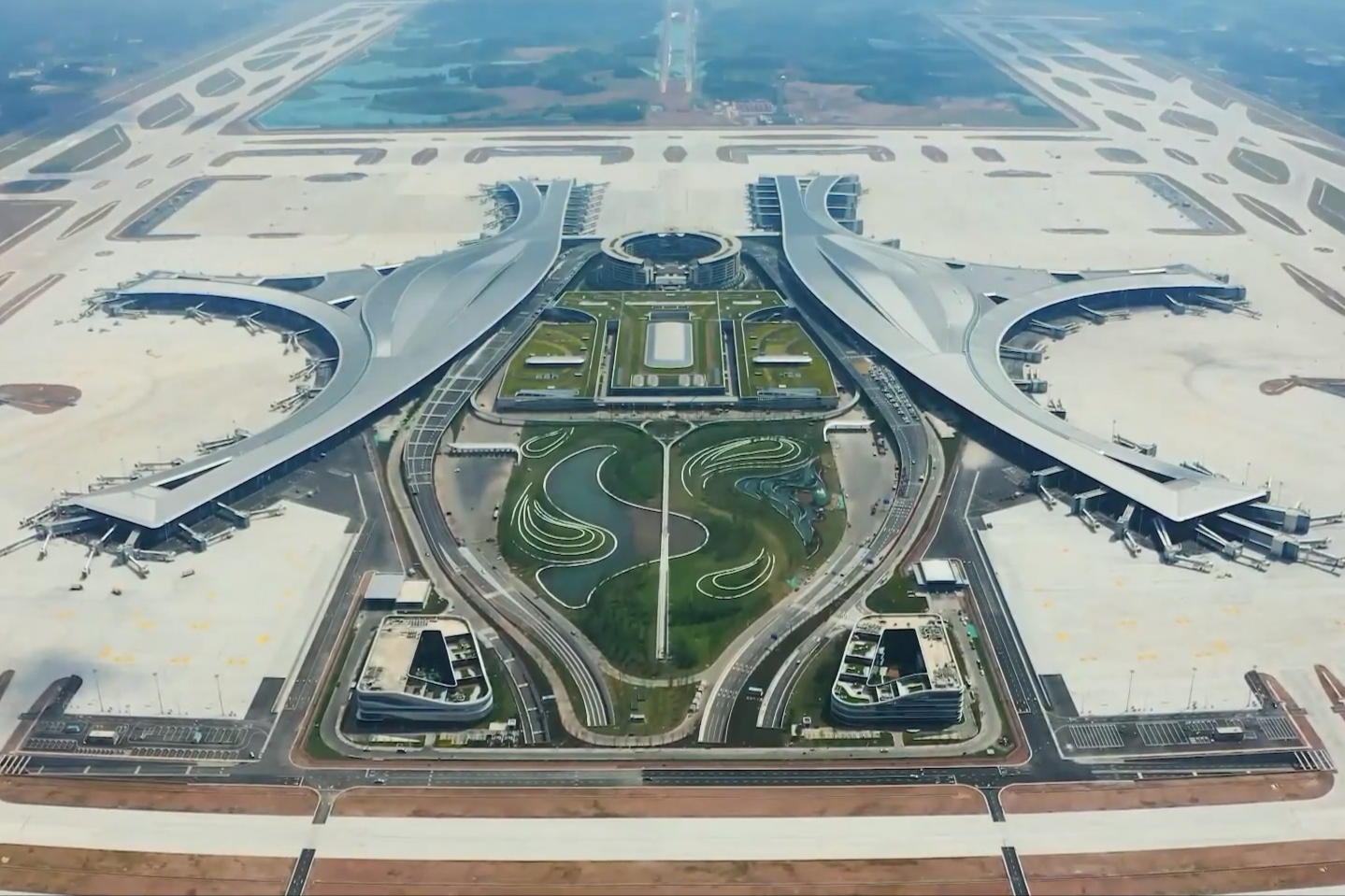
成都天府国际机场

四川拥有成都雙流（2）、绵阳（49）、泸州（63）、西昌（91）、宜宾（94）、南充（98）、达州（119）、广元（139）、攀枝花（145）、巴中（156）、稻城（184）、黄龙（191）、格薩爾（218）、阿壩(219)、康定（228）、成都天府（新建）16个有定期航班通航的民用机场（括号内数字为2020年度机场旅客吞吐量在国内机场排名）。乐山机场、马尔康机场已列入规划建设。其中稻城亚丁机场是全球海拔最高的机场。2009年，成都双流国际机场启用第二跑道。成都也成为了中国大陆北京、上海、广州之后第四个拥有双跑道机场的航空枢纽。目前，有中国国航西南分公司、四川航空公司和成都航空公司三家航空公司总部设在四川成都，双流机场也是这三家公司的基地机场。2021年，成都天府国际机场正式投入运营，成都成为继北京、上海之后第三个拥有双机场的城市。

### 水运
四川内河通航里程超万公里，其中高等级航道里程1532公里（2018年数据）。年吞吐量100万吨以上的港口6个。长江四川段逐步建成三级航道，嘉陵江、岷江列为国家批准的18条高等级航道，纳入了长江黄金水道建设方案。四川拥有1000吨级以上船舶304艘，货船单船生产能力达到4000吨级。2012年度，四川水路运输累计完成客运量3276万人，旅客周转量2.7亿人公里，分别比去年同期增长6.3％和3.8％；完成货运量7161万吨，货物周转量103.7亿吨公里，分别比去年同期增长12.5％和15.0％；全年港口货物吞吐量完成7705万吨，其中集装箱完成吞吐量16.05万标箱（集装箱港口泸州港和宜宾港完成量），分别比去年同期增长8.9%和47.8%；大件运输完成170批次，4万吨，分别比去年同期增长-7.6%和2.0%。

### 管道运输

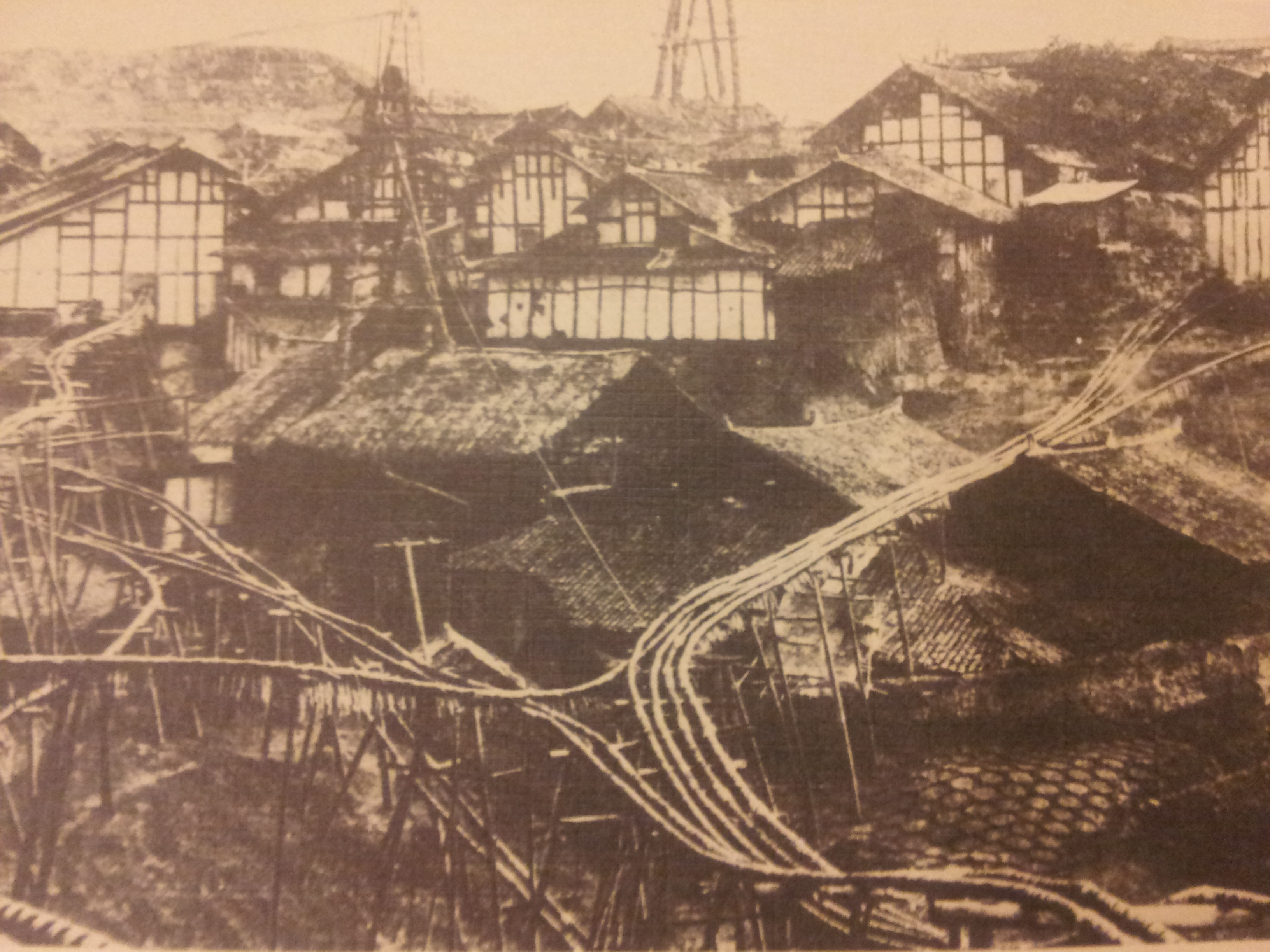
19世纪自贡盐场用来输送卤水和天然气的竹管道

四川是中国管道运输最发达的省份之一。四川最早的天然气管网建于1243年，早于全国其他各省份500多年。早在宋代，四川人就开始在利用天然气的同时用竹子作管道输送天然气，钢制天然气管道在1933年就已经投入使用。1950年代，四川盆地开始大规模利用天然气，通过川渝地区的管网，向成渝沿线城市供气，当时整个中西部地区最重要的城市重庆市内早在50年代便已经普及了城市天然气管网系统。1980年代中期，四川盆地大部份县城已经开始使用高能、清洁的管道天然气。至2008年初，四川油气田已建成集气管道7000余公里，输气管道6000余公里，集输气站1100余座，天然气管线长度约占全国的46%。盆地内形成了以南、北输气干线为主体，以川东北、川西北、蜀南、重庆、川中五大气源开发区为依托，延伸至川、渝、云、贵、湘、鄂六省市的环形管网，形成了中国最大的集输气网络。2007年，随着普光气田发现和开发，中国石化川气东送工程已开工，干线管道全长1700多公里。中国西南地区唯一的成品油管道兰成渝输油管道，输油能力达每年600万吨以上，川渝地区70％以上的成品油来自这条管线，是目前西南市场主要的成品油供给渠道之一。该管道起始于兰州，途经甘肃、陕西和四川三省，终点抵达重庆市。管道干线全长1252公里，是目前国内线路最长、口径最大、压力最高、顺序输送品种最多的成品油管道。

## 经济

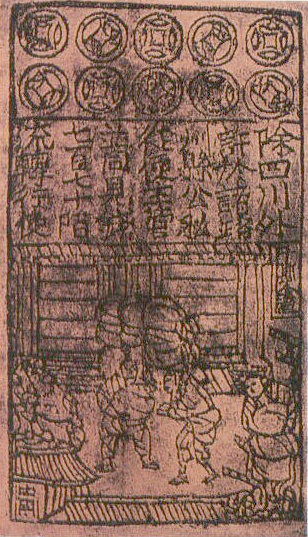
世界上最早的纸币：交子

四川省经济随地域不同，贫富差距巨大，四川盆地的成都平原地区水网密集，气候湿润，自古便号称“不知饥馑”的“天府之国”，经济自唐代以来就比较繁荣，是世界上最早的纸币“交子”和中国最早的钱庄出现的地方，也是代表中国资本主义萌芽之一的大型作坊“蜀绣染坊”出现的地方，在数千年历史上，川中地区都是堪比杭嘉湖平原的全国经济最发达，民生最富庶的地区之一。1940年代国民政府首都内迁重庆，带来大量外来人口，同时也带来了当时中国发达经济区的人才和技术；1960年代的中华人民共和国的三线建设战略，又有许多大型企业向四川迁移，这些因素使四川在人才和技术方面有了很好的积累，对当地经济贡献颇大。通过90年代开始的西部大开发，四川省现在已是中国西部地区经济实力最强的省份。成渝经济区已经占到全国GDP的13%，在工业产值上，成都明显领先于中部经济带的省会城市。2019年，四川省经济总量超过4.66万亿元，位居中国各省区市第六名。

### 工业

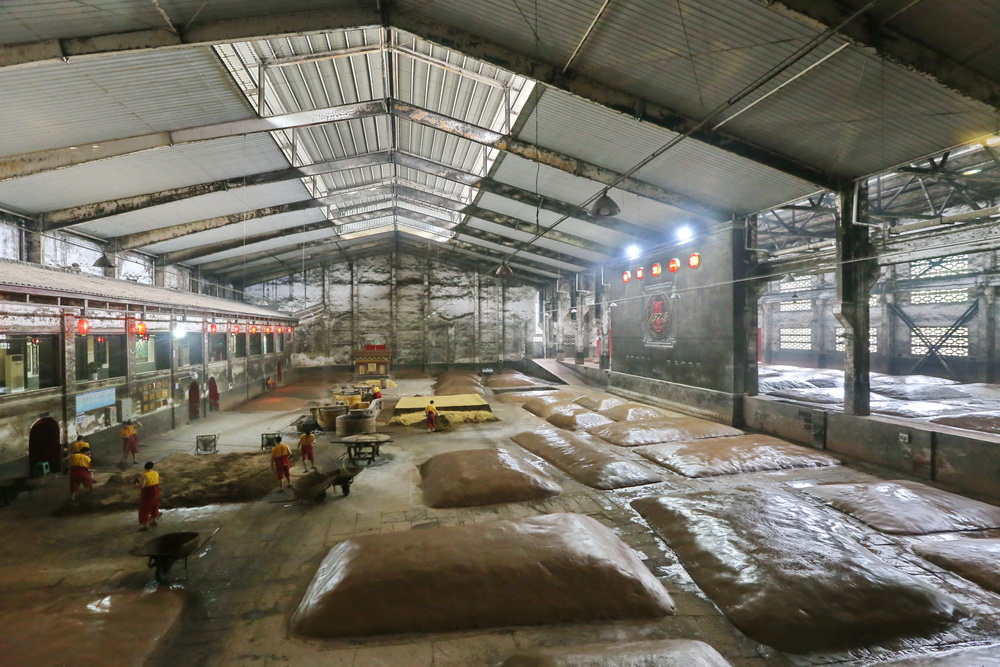
泸州老窖明代窖池

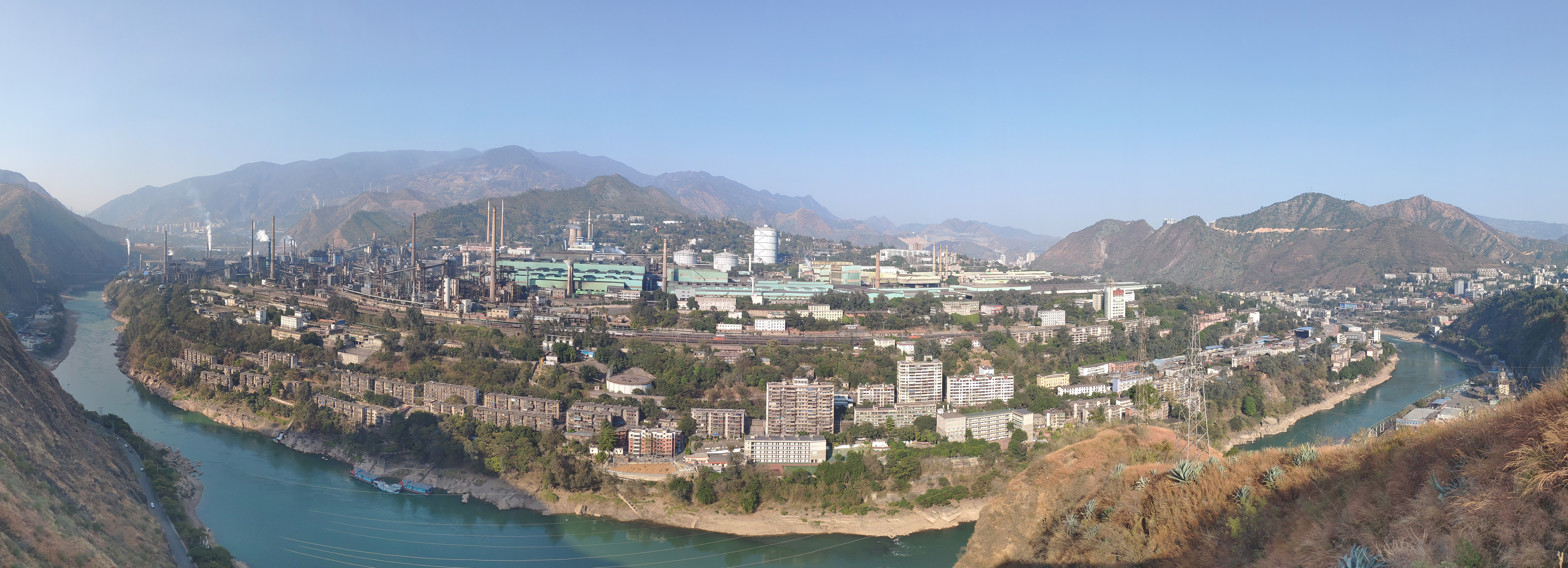
攀钢弄弄坪厂区

四川工业体系完备，拥有电子信息、装备制造、食品饮料、先进材料、能源化工等五大支柱产业。2019年，全球约50%的笔记本电脑芯片在四川进行封装测试，同时四川发电设备产量连续多年居世界第一。2019年四川新兴的软件产业收入也超过3691亿元，成都天府软件园是中国最大的专业软件园区之一。四川的大型企业主要有新希望集团、四川长虹电子集团、鸿富锦精密电子（成都）、宜宾五粮液集团、四川省铁路产业投资集团、攀钢集团、通威集团、蓝光集团、华西集团、蓝润集团、中国东方电气集团等。2019年，新希望集团营业收入超过1300亿元，是四川最大的企业。2020年末，四川省共有上市公司136家，总市值超3万亿元，数量、市值均排名中国第八位，其中四川市值最高的上市公司为五粮液集团。
四川天然气的储藏和开发量则居中国前列。由于四川水电可开发量位于全国第一，是少数水电比重超过火电的省份。预计在2020年前，四川有长江干流及雅砻江梯级开发等多座大型水电站建成，四川将成为全国最大的电力输出基地。四川也是全国三大电力设备生产基地之一，目前在水、火、核、风发电设备的生产领域均有较高市场占有率。同时，四川也是国内太阳能硅基半导体电池发电原材料多晶硅、单晶硅、非晶硅最大的生产基地之一，其中四川新光硅业公司拥有国内第一条达产的千吨级多晶硅生产线，除新光外，还有四川永祥、乐电天威硅业、东汽硅材料、川投硅业等太阳能发电硅材料生产商。
四川历来是酿酒大省强省，川酒绵醇浓香、风味独特、独树一帜，不逊黔省。五粮液、剑南春、泸州老窖、郎酒、沱牌、水井坊，品牌济济，源远流长，闻名天下。

### 农业

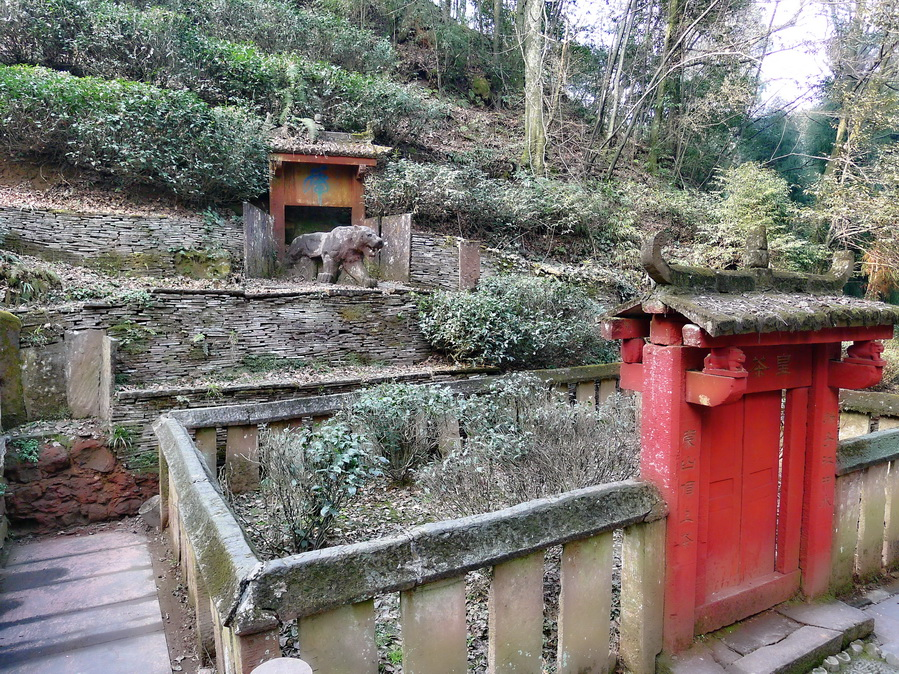
雅安蒙顶山皇茶园。四川是有史料记载世界最早种植茶叶的地区

四川是农业大省，农业经济发达，在经济中所占比重高，四川生猪产量常年位居中国第一，休闲农业的规模也一直保持中国第一。四川粮食、油料、蔬菜供应在中国也有重大影响。在产业结构中，四川第一产业增加值占GDP比重高达19.9%，这一数值仅低于海南省。按2006年统计的数据，在中国前100个粮食和肉类生产大县中，四川分别有7个和16个。四川虽然农业发达，粮食种植面积和粮食总产量都居全国前五位。但从粮食总产和粮食种植面积的比值（即单产）来看，仅居全国中下水平。说明四川农业投入不足，也可通过退耕一部份低产土地还草还林，减轻生态环境压力。四川的农产品除粮食、油料、水果和鲜花之外，茶叶、蚕茧、烟草、白蜡、桐油、苎麻、花椒、核桃、竹笋、荞麦、板栗、魔芋、橄榄油、食用菌等农林土产在全国也有很高的知名度和市场占有率。

## 文化
秦灭巴蜀后，原本拥有独立文化体系的四川地区逐渐被纳入中原文化体系，但由于地处盆地的相对封闭的自然条件，在四川地区逐渐发展出了有别于中原地区的独特的地方文化與認同意識（盆地意識）。虽然在巴蜀时期，巴文化与蜀文化之间交流就十分密切，并且相对于中原文化具有一定的共同特征，但巴蜀地区形成统一的文化，成为一个相对独立的文化区域的时间为汉朝。在宋末元初、元末明初和明末清初，四川地区三次经历了长期战乱，经济凋敝，人口锐减，使自巴蜀时期以来一直繁荣的巴蜀文化遭受重创。之后的清初“湖广填四川”的大移民运动奠定了现今巴蜀文化的基础，并使其独特性保留至今，同时形成了以川剧、川菜、川酒、川茶、川盐、川药、蜀绣、蜀锦、蜀学等为代表的具有强烈地方特色的文化符号。四川还诞生了大禹、司马相如、李白、三苏、巴金、张大千等古今文化名人。

### 语言

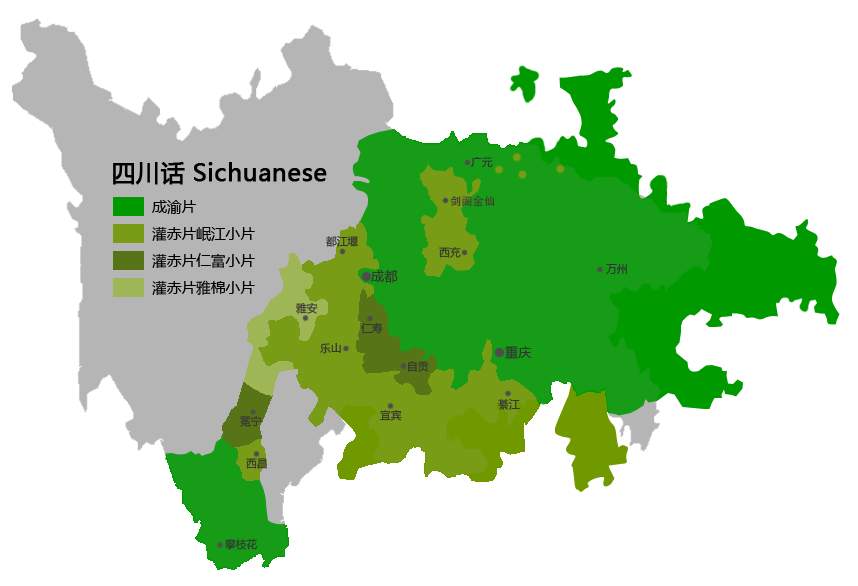
四川话分布

四川人的通用语言被称为四川话，但广义上的四川话的使用者不只是四川人，包括汉语西南官话中的成渝片及赤灌片。四川话目前约有1亿2千万的使用者，如果把它当成一种独立语言，其使用者人数居于世界所有语言第10位，次于日语，多于德语。现今四川话形成于元末明初“湖广填四川”的大移民运动时期，是由明朝之前流行于四川地区的蜀语和来自湖广、广东、江西等地的各地移民方言逐渐演变融合而形成的。四川话的主要特点是古入声或保留（如乐山话、眉山话、金仙话），或全部整齐地归入某一个调类（如成都话入派阳平、自贡话入派去声、雅安话入派阴平），同时拥有大量的特有词汇、俗语与句式。
除四川话外，四川省境内较为常见的汉语还有土广东话（属客家话）和老湖广话（属湘语）等，其都以方言岛的形式分布于四川各地。其中土广东话使用者主要集中于成都平原周边丘陵、川中丘陵和川北山区等地，人口约100万；而老湖广话使用者主要集中于沱江中上游丘陵等地，人口约90万。由于四川话在四川地区的强势地位，一般而言，土广东话与老湖广话的使用者同时也是四川话的使用者。另外，四川省境内还存在以康巴语、嘉绒语、彝语、羌语、摩梭语等语言为母语的族群，主要集中分布于甘孜、阿坝、凉山等少数民族聚居地区。

### 饮食

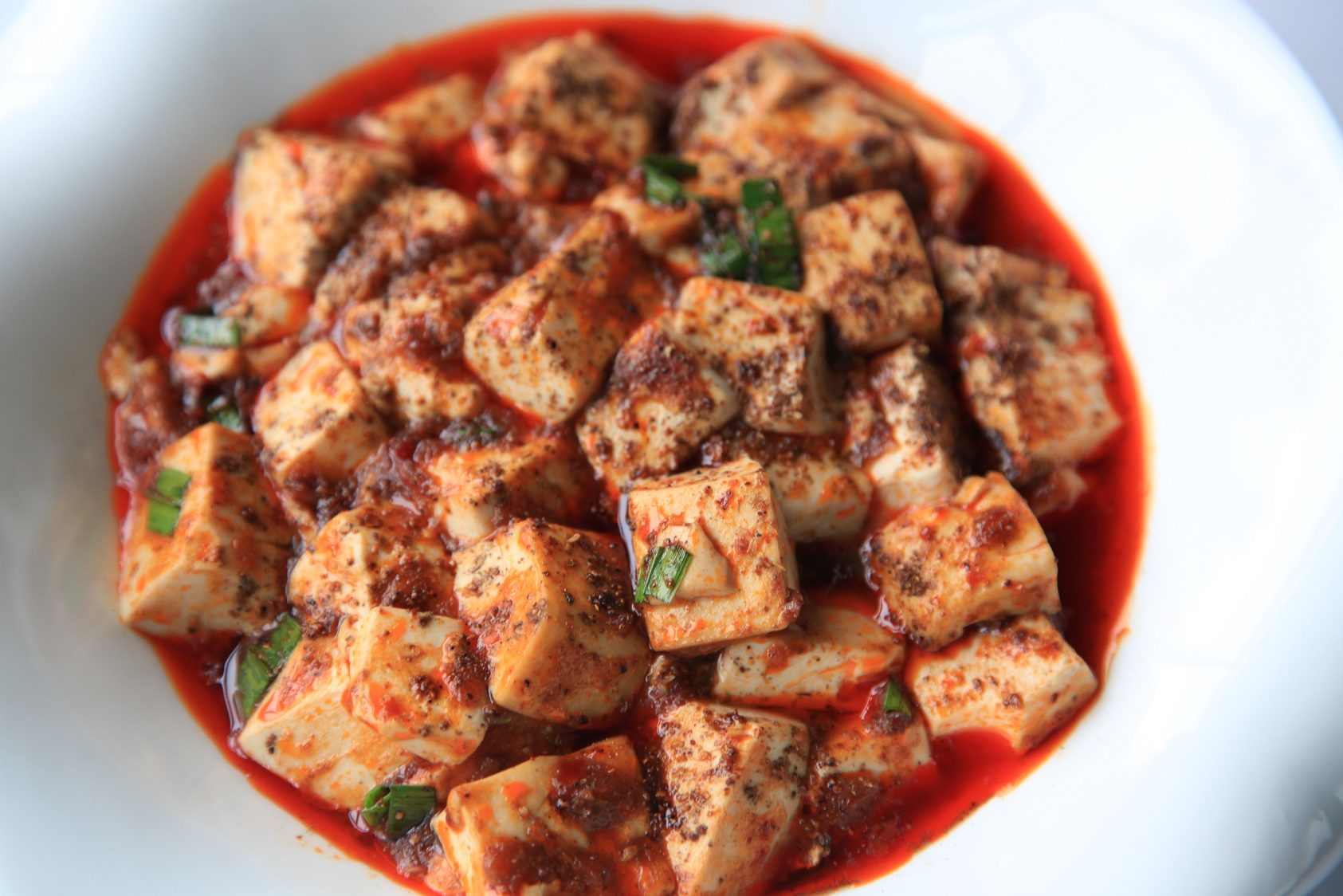
麻婆豆腐

四川风味的饮食被称为川菜，广义的川菜包括川味菜肴、面点小吃和火锅等。川菜特色鲜明，是中国四大菜系之一，有“味在四川”的美誉，在中国饮食文化中占据重要地位。川菜的主要特点是味型多样，有“一菜一格、百菜百味”之称。川菜善于使用复合味，运用辣椒（四川话称“海椒”）、花椒、豆瓣等主要调味品，创造出了麻辣、酸辣、椒麻、红油、荔枝、鱼香、怪味等诸多味型。早在东晋时期《华阳国志》中便将川人的饮食习惯总结为“尚滋味”、“好辛香”，即喜欢美味、辛辣的食物，这一特点代代相传，延续至今。川菜在宋代便已经进入外地，北宋《东京梦华录》记录了汴梁（今开封）城中“有川菜馆”，南宋《梦梁录》中也记录了杭州城中有“川饭”。四川菜品繁多，知名菜品有麻婆豆腐、回锅肉、宫保鸡丁、东坡肘子、夫妻肺片、水煮牛肉、辣子鸡等；知名面点小吃有钟水饺、蛋烘糕、担担面、燃面、锅盔、酸辣粉、凉粉、冰粉等。

### 民俗
四川地区有许多特有的民俗习惯。婚庆、寿庆、生子、丧葬等重大事件时，四川多流行摆设九大碗宴席，与亲朋好友相聚。同其它汉族地区一样，每年正月新年是四川汉族最重要的节日。成都有元日（初一）出行“游喜神方”、人日（初七）游草堂的习俗。川西邛崃、大邑、崇州等地流行春节吃粽子的习俗。而自贡地区盐场自唐宋以来便有新年燃灯的习俗，清代以来以自流井王爷庙灯会最为有名。川北地区岷江方言岛的南充嘉陵区、西充、蓬溪等地正月十四有过蛴蟆节的习俗，持“蠐蟆燈”遊行，將瘟神送走；在同一区域的剑阁等地，春节流行说裸倮说唱，每年正月十二到十五会连续4晚耍火龙、出花灯。正月十六，川西广汉、什邡等地还有“拉保保”的习俗，以求子女健康。农历五月端午节（四川称端阳节），川北岷江方言岛区域的剑阁、南部、阆中、西充、盐亭等县市并不吃粽子，而是吃包子等面食。川西地区端午节还有「打李子」、娘家赠伞给女婿等习俗，以求多生儿女，人丁兴旺。成都郫都区端午节会在望丛祠中举办歌会，以歌舞感激古蜀先帝保佑当地度过了瘟疫，是汉族仅存的赛歌习俗。农历六月李冰及其子生日，四川各地都会举行“川主会”以纪念李冰父子，以都江堰二王庙会、夹江二郎庙会等最为知名。

### 艺术

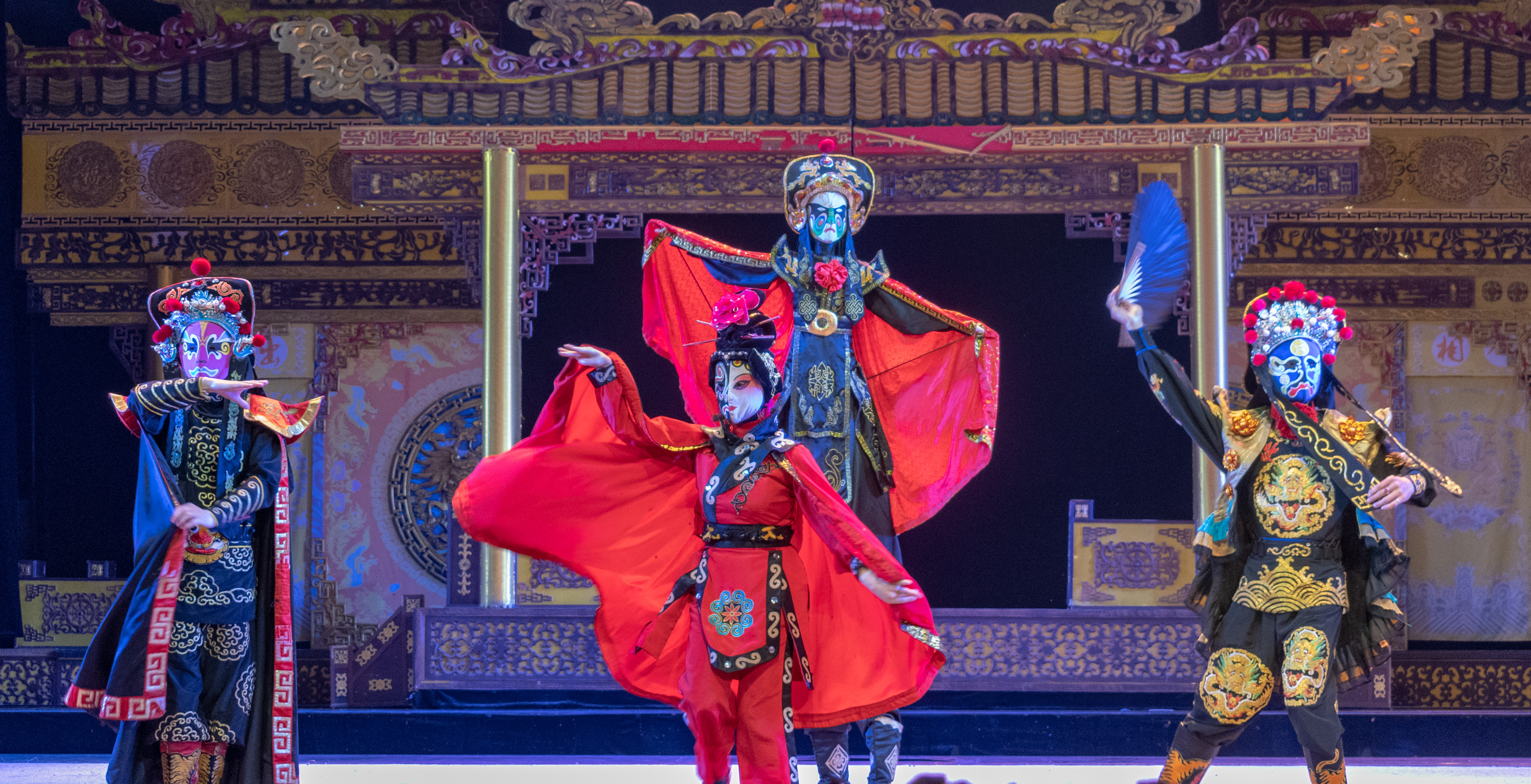
川剧变脸表演

四川地区传统艺术起源于巴蜀时期，历史悠久，种类丰富多样，并且具有强烈的地方特色。四川传统艺术主要包括以川剧、川昆、灯戏、四川清音、四川扬琴、四川竹琴、金钱板等为代表的传统戏剧曲艺；以川江号子等四川民歌和蜀派古琴、洞经音乐等为代表的传统音乐；以蜀锦、蜀绣、银花丝工艺、瓷胎竹编、成都及重庆漆艺、绵竹及梁平年画、川派盆景等为代表的传统工艺美术；以四川民居、四川园林为代表的传统建筑艺术和本土文学等。

## 旅游观光
四川旅游资源丰富，是中国重要的旅游目的地之一。2019年，四川省全省旅游总收入达11594.3亿元，接待国内游客7.5亿人次，入境游客414.8万人次。四川现有世界遗产5处：自然遗产有九寨沟风景区（1992年登录）、黄龙风景区（1992年登录）、四川大熊猫栖息地（2006年登录）：文化遗产有青城山和都江堰（2000年登录）；自然与文化复合遗产有峨眉山和乐山大佛（1997年登录）。四川还有世界地质公园3处，国家5A级旅游景区15处，国家级风景名胜区15处，国家级自然保护区23处，国家森林公园31处，全国重点文物保护单位263处，中国历史文化名城7座，中国优秀旅游城市10座，旅游资源无论是数量或质量均居全国前列。

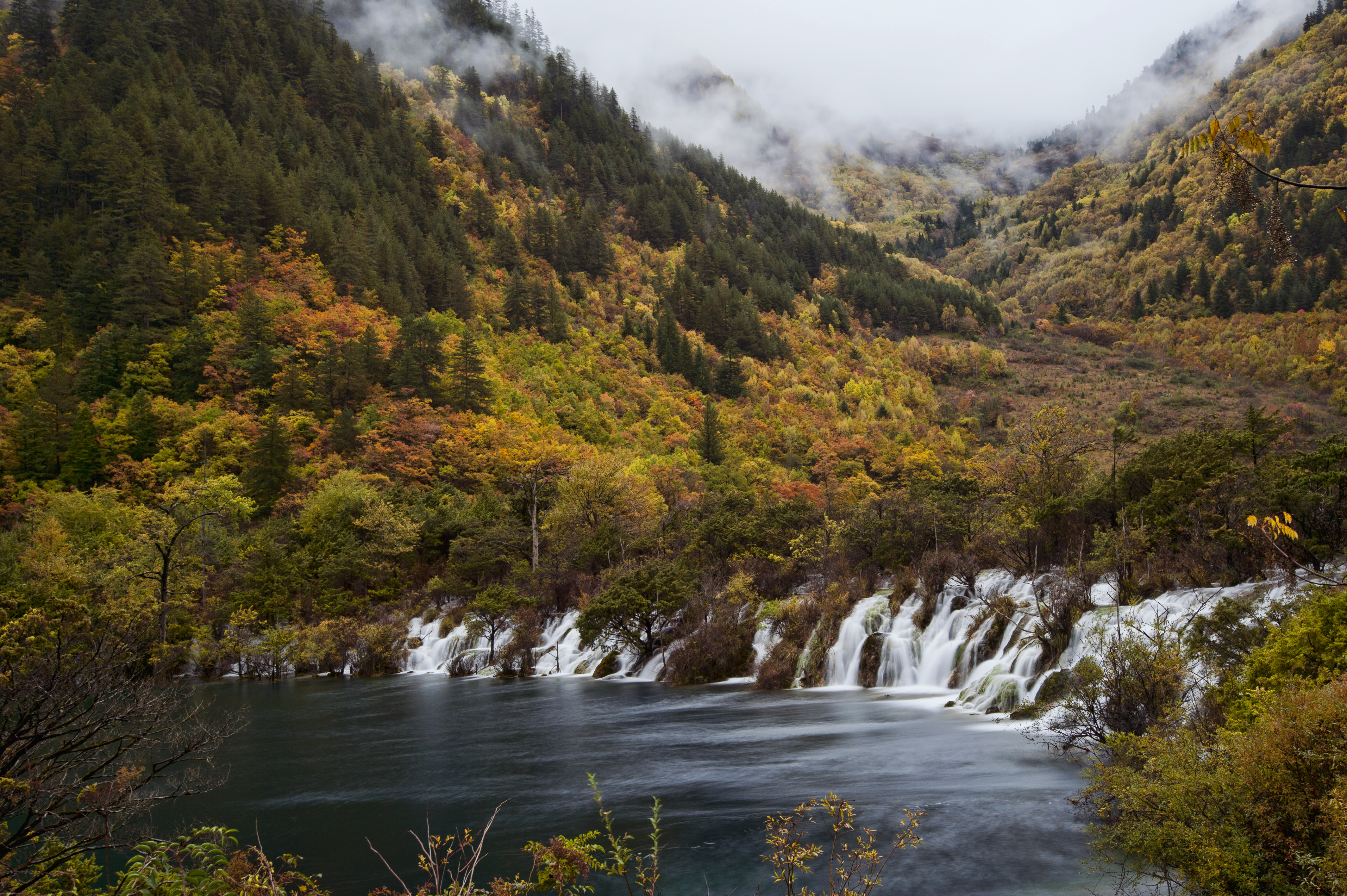
九寨沟树正沟
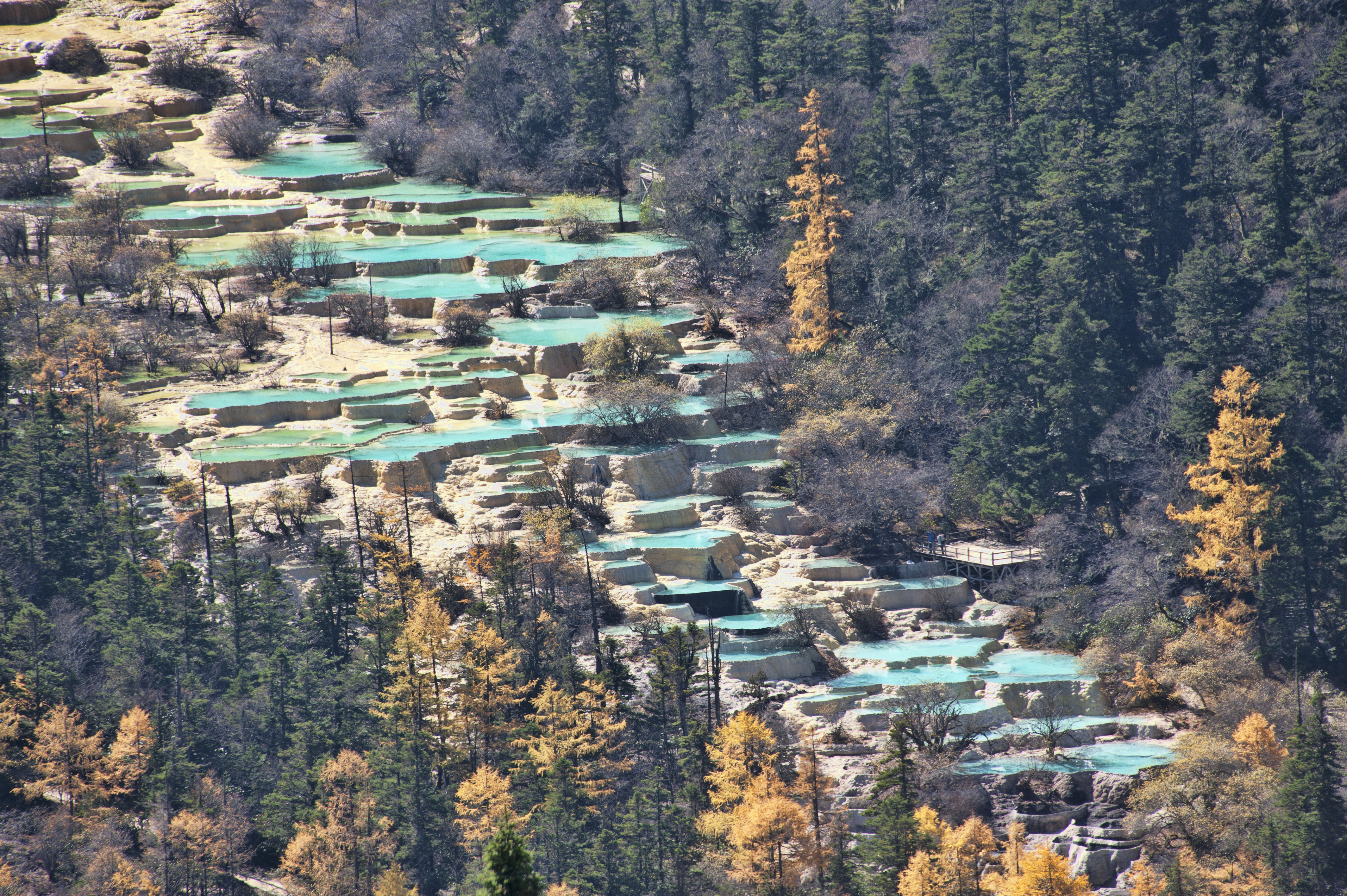
黄龙风景区
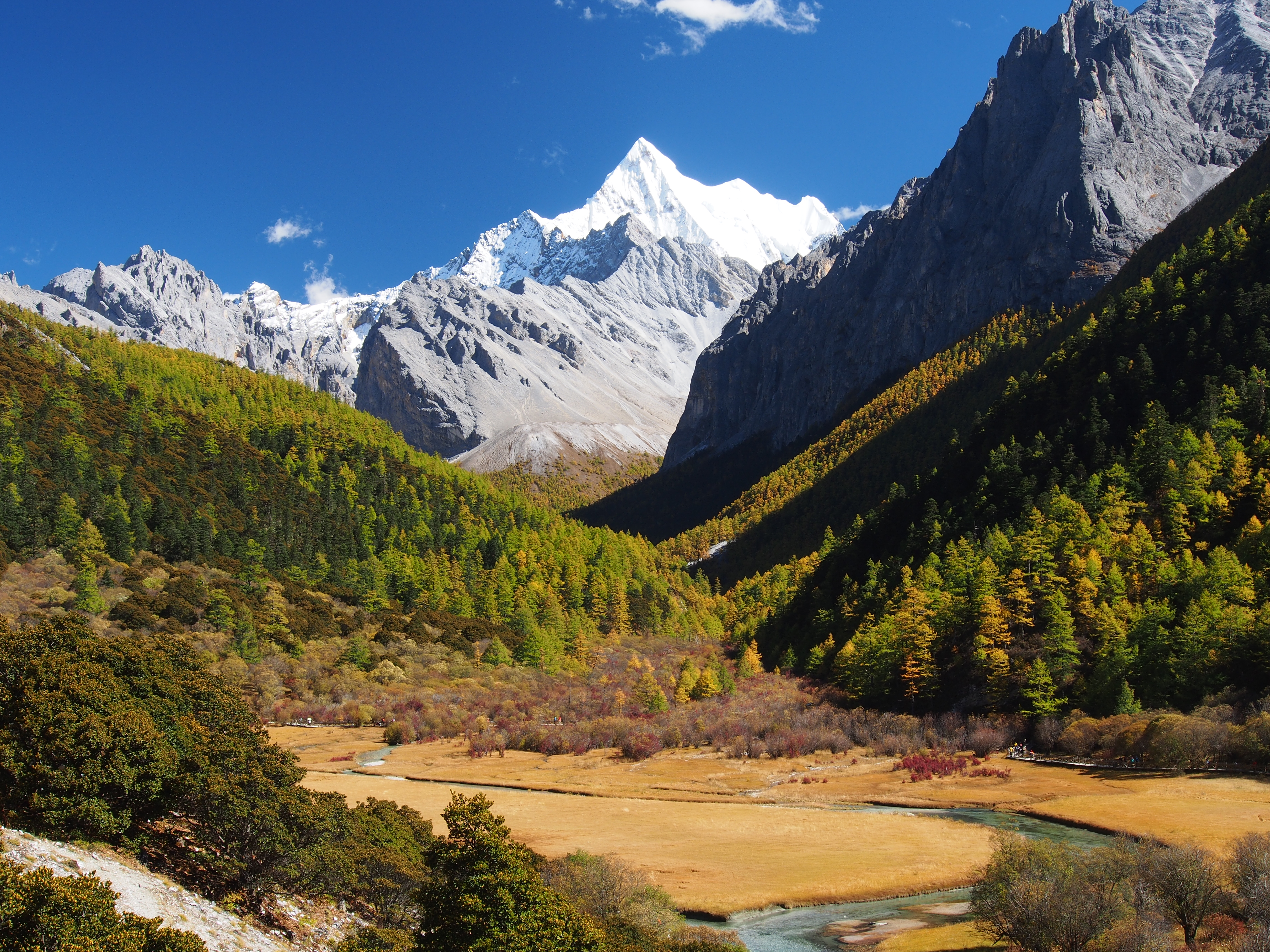
稻城亚丁
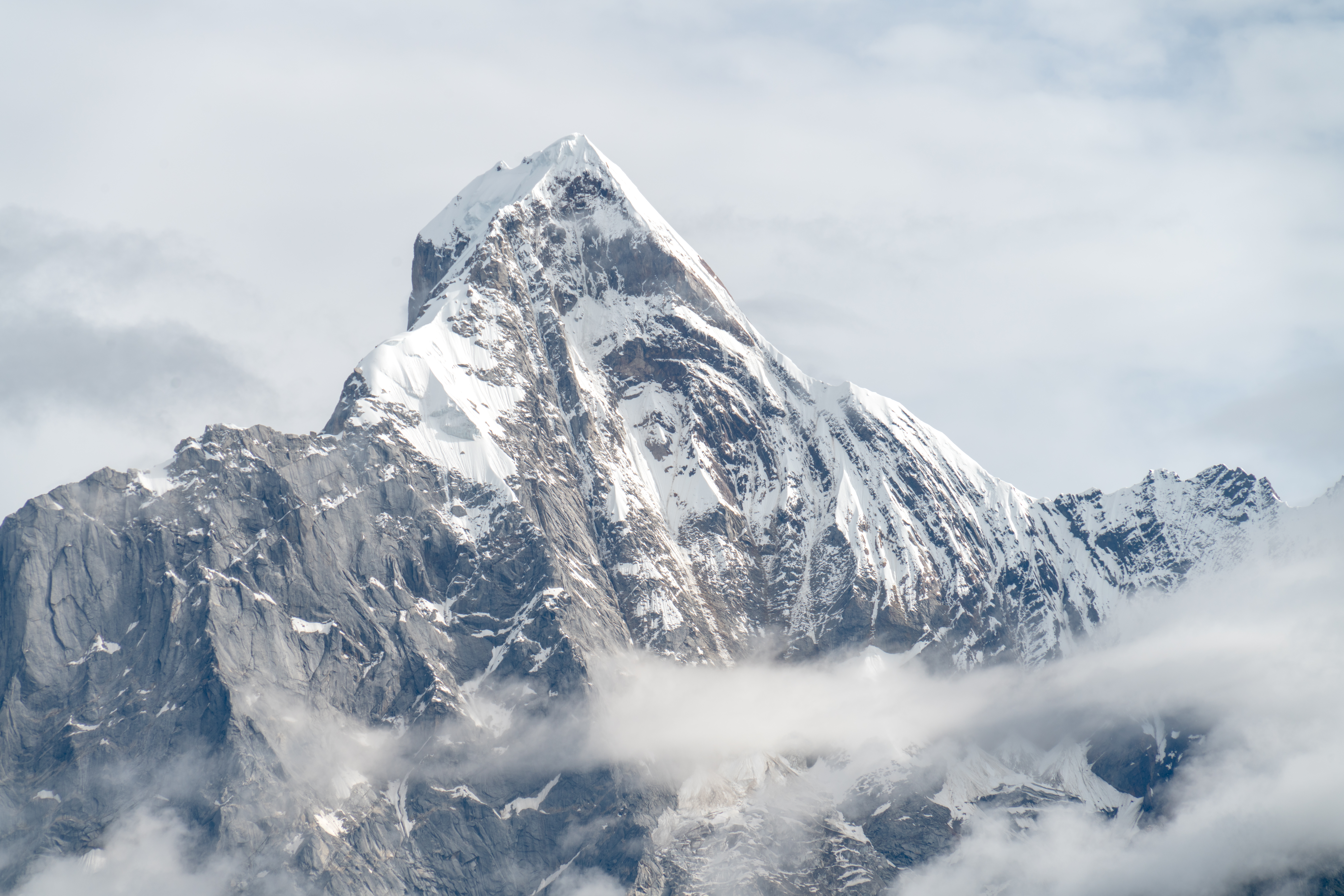
四姑娘山景区-幺妹峰
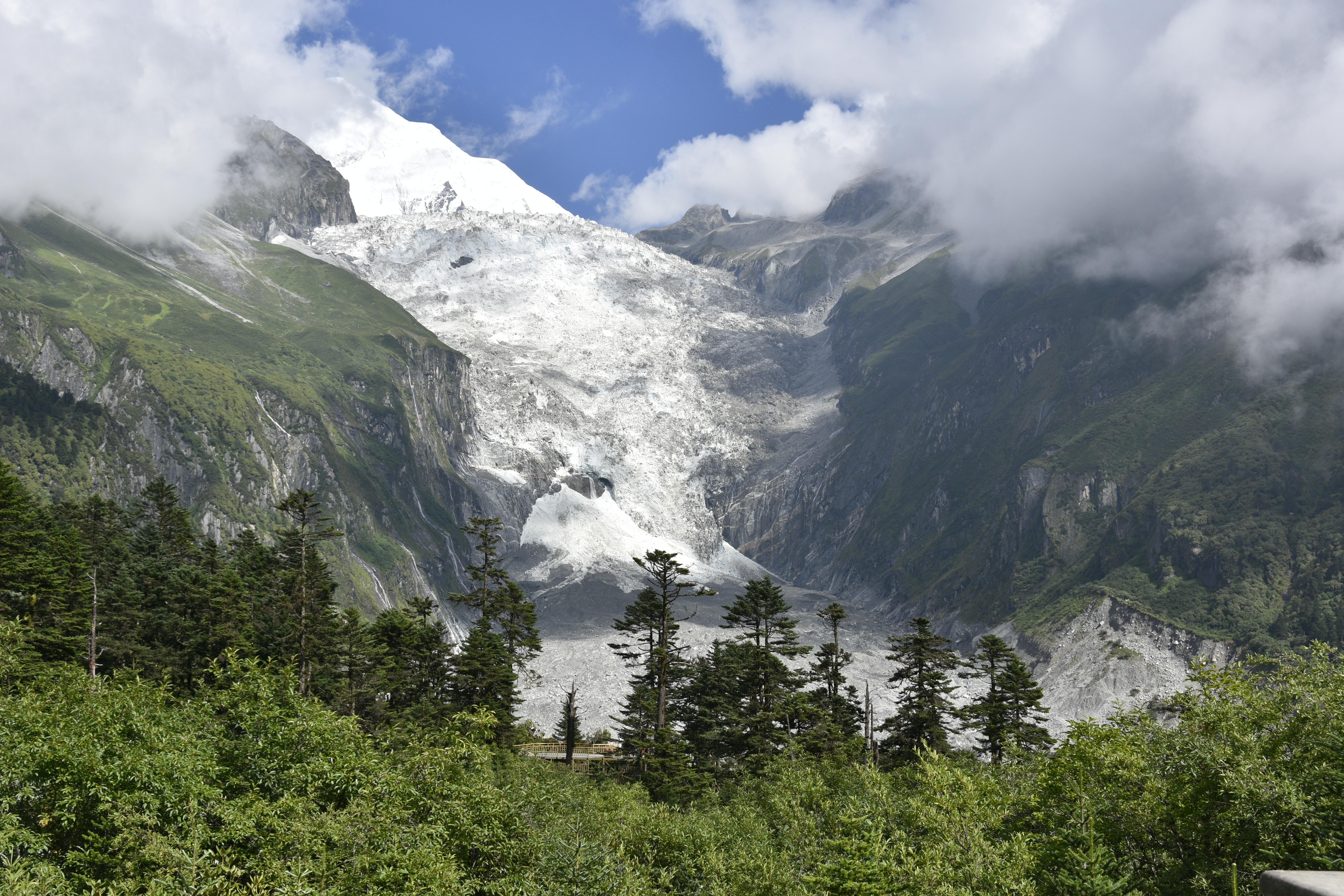
海螺沟冰川
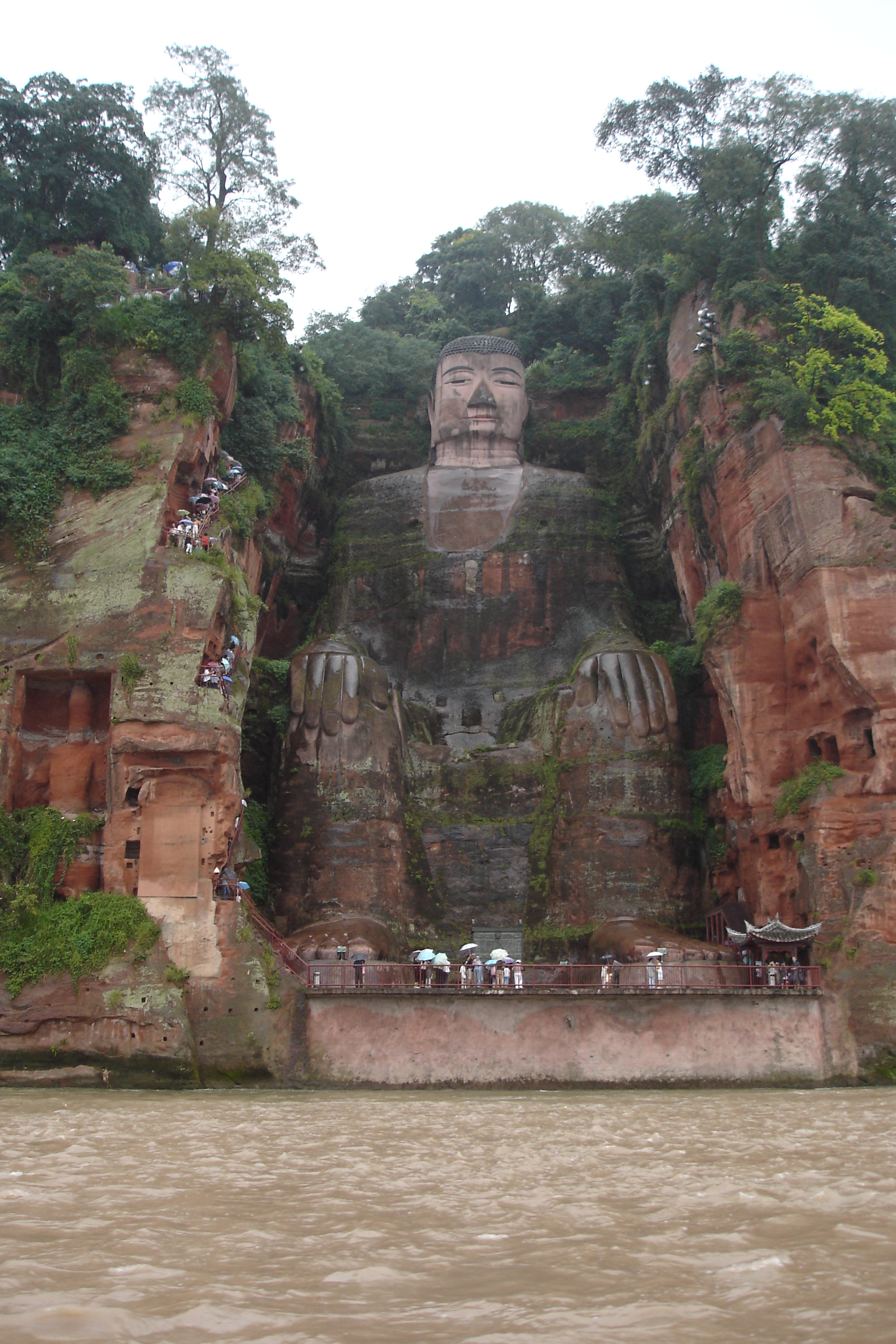
乐山大佛
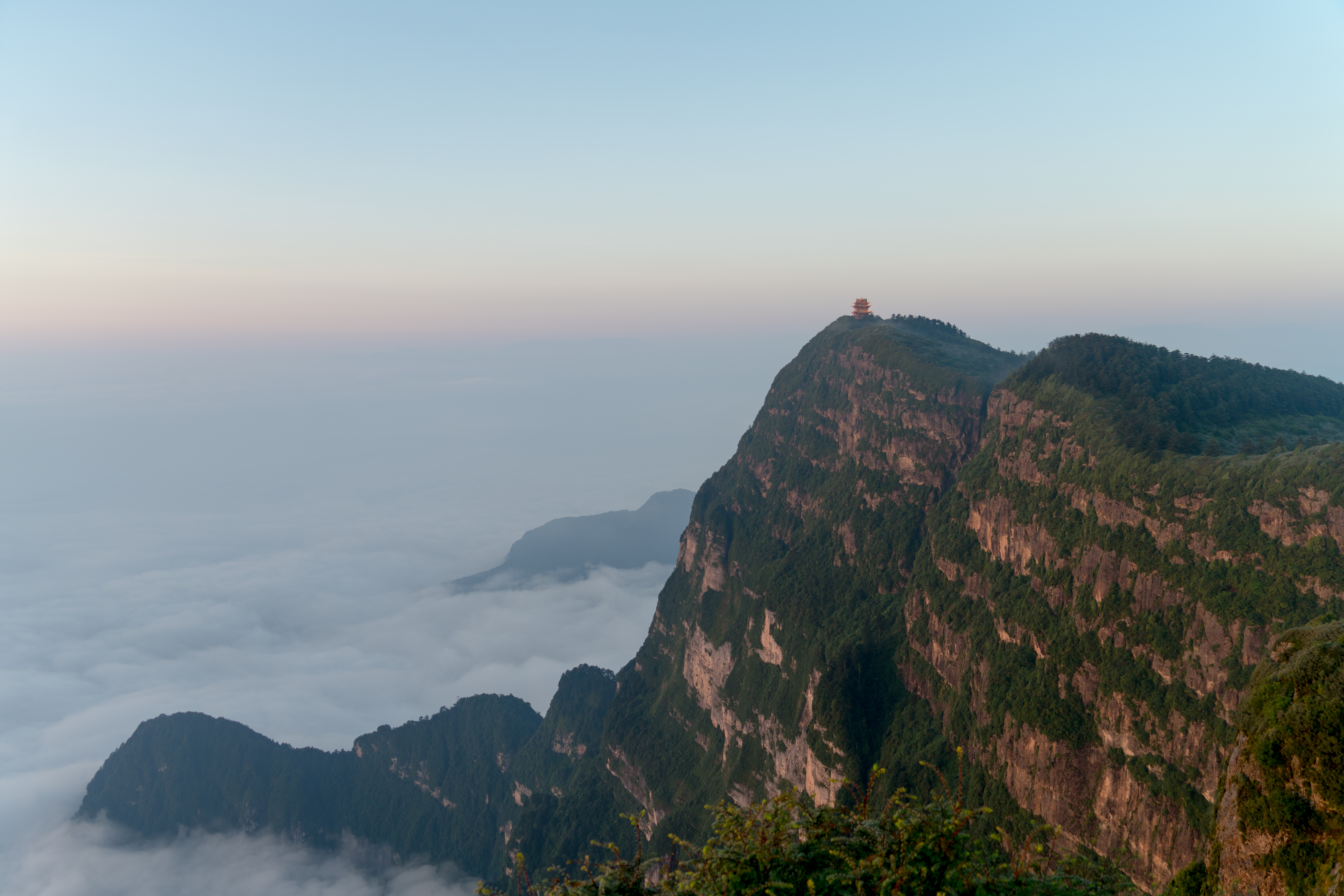
峨眉山
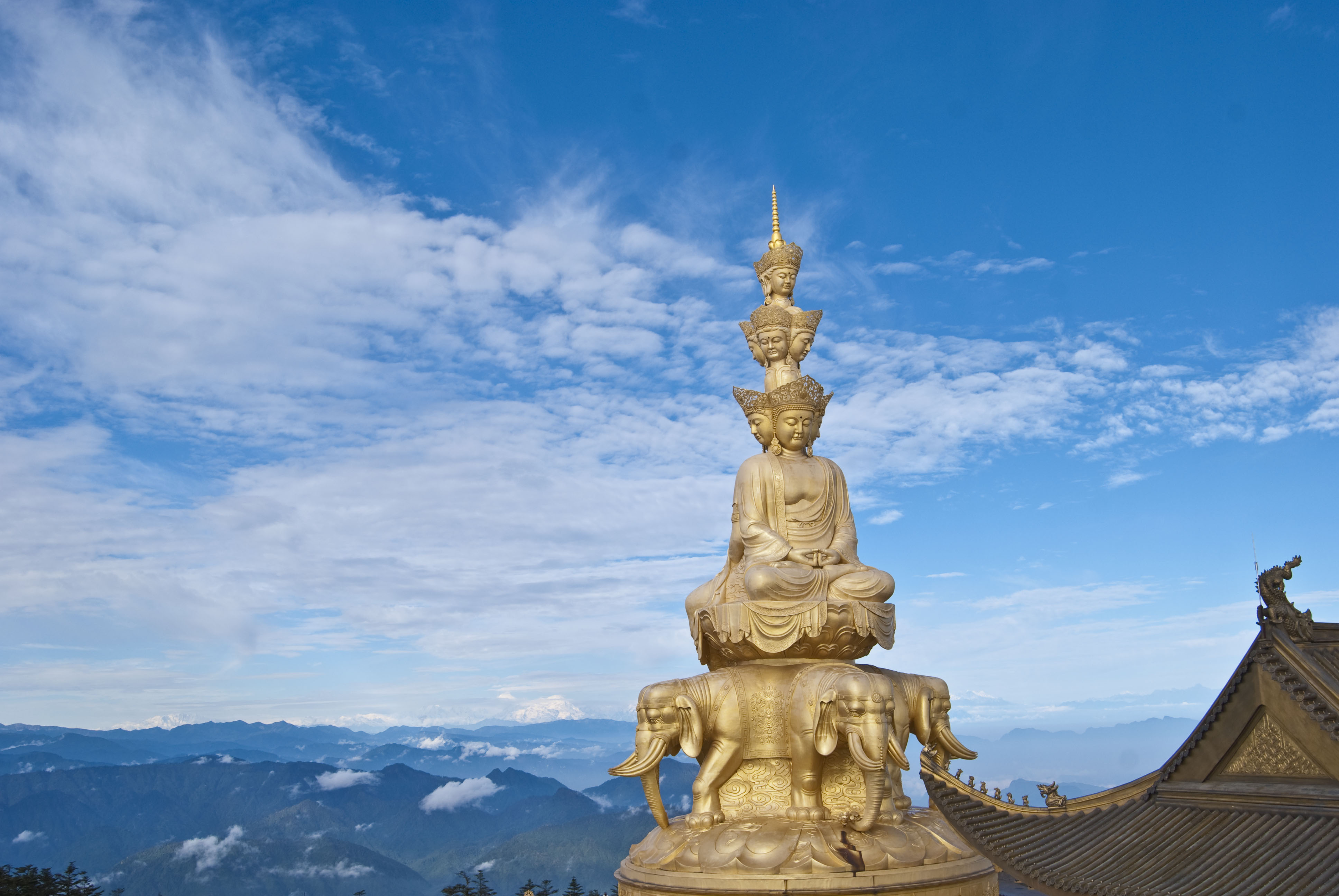
四大佛教名山，普贤菩萨道场：峨眉山
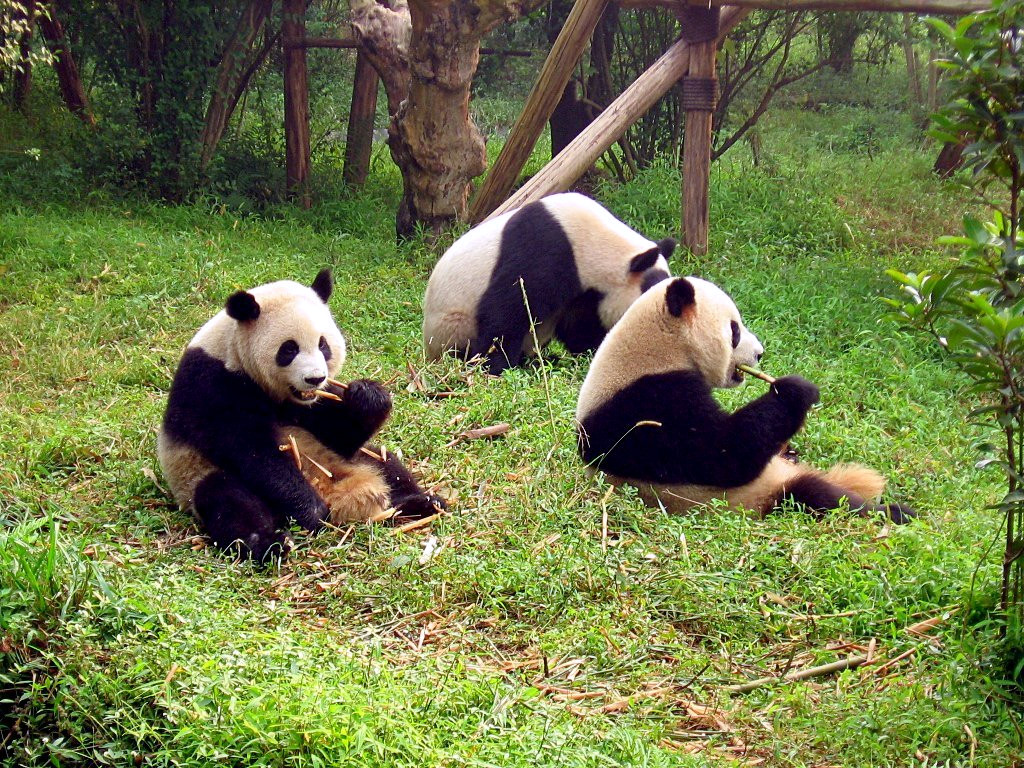
成都大熊猫繁育研究基地内的大熊猫
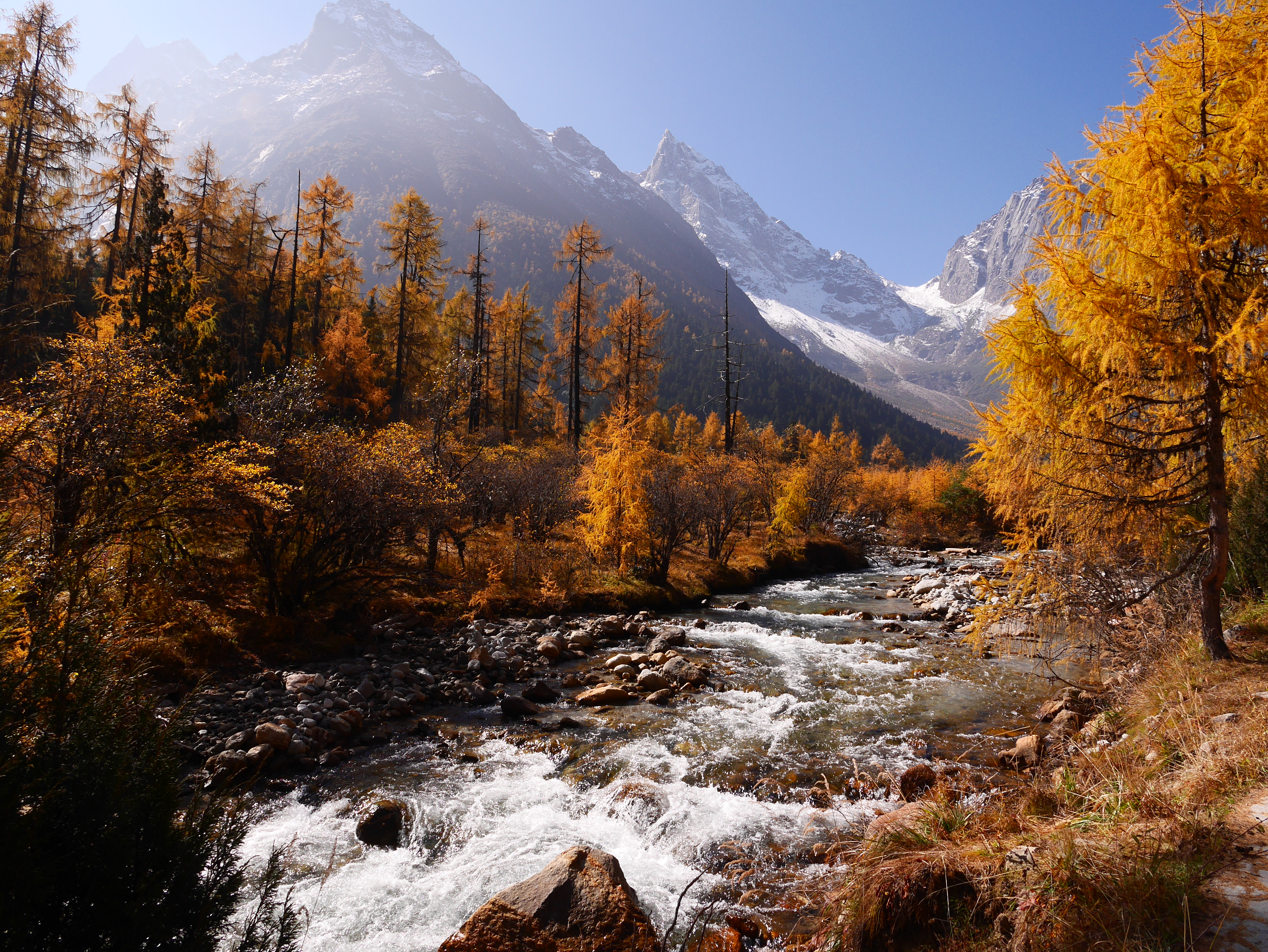
毕棚沟

## 人口
2022年末，全省常住人口8374万人。比上年末增加2万人。 从人口自然增长来看，全年出生人口53.5万人，比上年减少3.8万人；死亡人口75.7万人，比上年增加2.5万人。
2019年末，四川省常住人口为8375万人，户籍人口9099.5万人。四川常住人口少于户籍人口，是中国主要的人口输出省份之一。在重庆市未升格为直辖市以前，四川曾是中国第一人口大省。由于人口基数庞大，人口增长的绝对数亦庞大。1980年代中国开始实行的计划生育政策，四川省的人口增速虽然较以前放缓，但亦引发老龄化等人口问题。据中国老龄工作委员会办公室的资料显示，2010年四川全年有71.83万新生人口，出生率为8.93‰；死亡人口53.26万人，死亡率为6.62‰，人口增加绝对数为18.57万人，增长率为2.31‰，人口发展趋势呈严峻的老龄特征。在计划生育背景下，由于四川没有明显的“重男轻女”现象，据2020年统计，四川是中国唯一一个女性人数多于男性人数的省级行政区。

### 民族
四川省的主要民族为汉族，包括巴蜀人、土广东、老湖广三大族群，其中巴蜀人是四川的主体族群，占总人口的95％，主要聚居在四川盆地。除汉族外其它民族虽然只占四川省总人口的5％，但总数达422万人，居中国第8位。有彝族、藏族、羌族、苗族、回族、蒙古族、土家族、傈僳族、满族、纳西族、布依族、白族、壮族、傣族等14个世居少数民族。其中人数较多的少数民族依次是：彝族（212万）、藏族（127万）、羌族（30万）、苗族（15万）。少数民族主要聚居在凉山彝族自治州、甘孜藏族自治州、阿坝藏族羌族自治州及马边彝族自治县、峨边彝族自治县、北川羌族自治县等康巴藏区和凉山地区。2001年底，散杂居少数民族人口80万人，有石棉、汉源、金口河等6个享受民族地区待遇的县（区）和宝兴县的硗碛乡、青川县的大院乡等94个民族乡。四川是全国唯一的羌族聚居区、第二大藏族聚居区、最大的彝族聚居区。
| 民族名称                | 汉族       | 彝族      | 藏族      | 羌族    | 苗族    | 回族    | 土家族 | 蒙古族 | 满族   | 壮族   | 其他民族 |
| ----------------------- | ---------- | --------- | --------- | ------- | ------- | ------- | ------ | ------ | ------ | ------ | -------- |
| 人口数                  | 77,986,638 | 3,191,470 | 1,604,629 | 294,664 | 182,569 | 111,280 | 87,912 | 42,993 | 24,450 | 23,631 | 124,630  |
| 占总人口比例（%）       | 93.20      | 3.81      | 1.92      | 0.35    | 0.22    | 0.13    | 0.11   | 0.05   | 0.03   | 0.03   | 0.15     |
| 占少数民族人口比例（%） | －         | 56.11     | 28.21     | 5.18    | 3.21    | 1.96    | 1.55   | 0.76   | 0.43   | 0.42   | 2.19     |

### 宗教

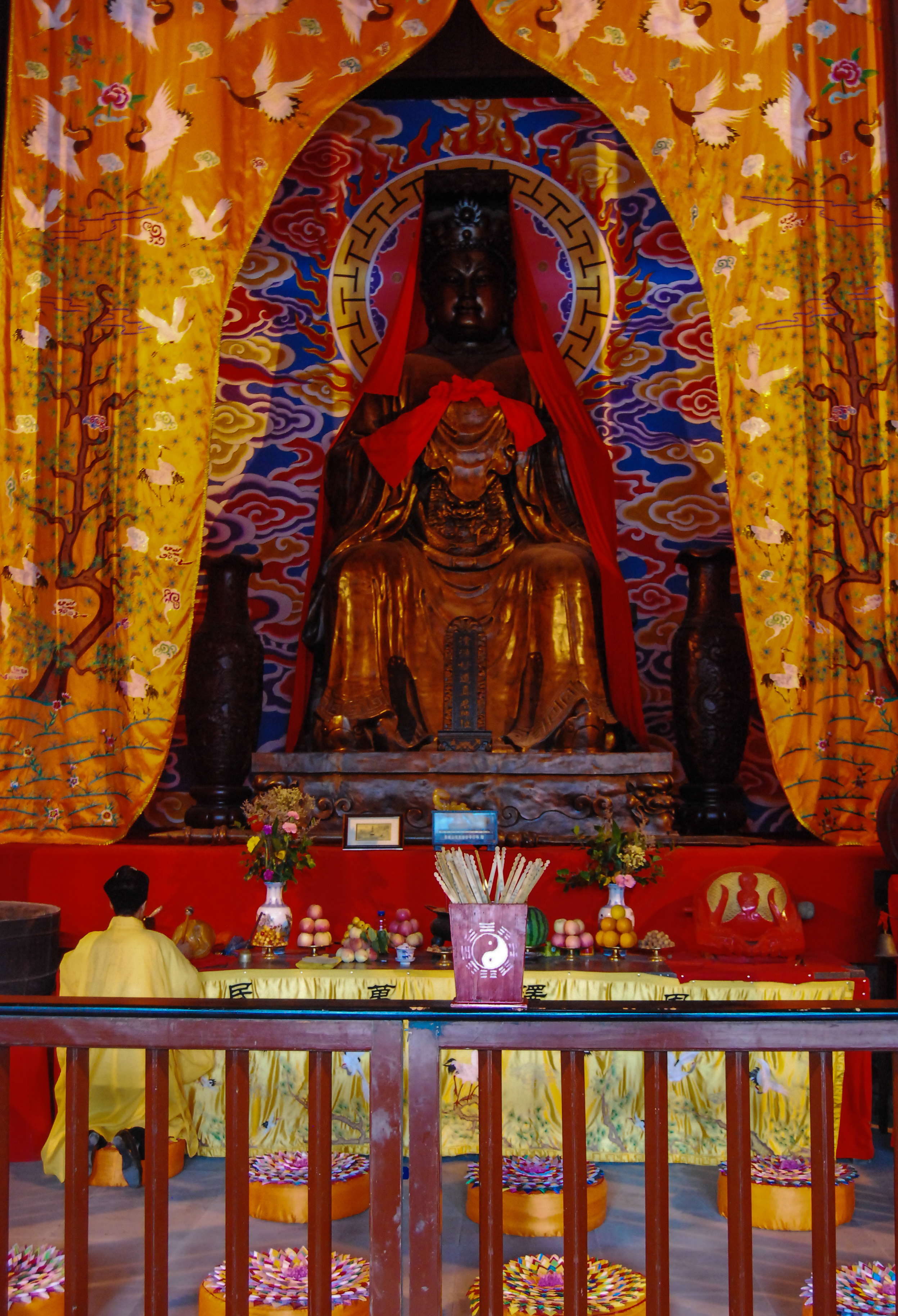
都江堰二王庙内奉的川主二郎像

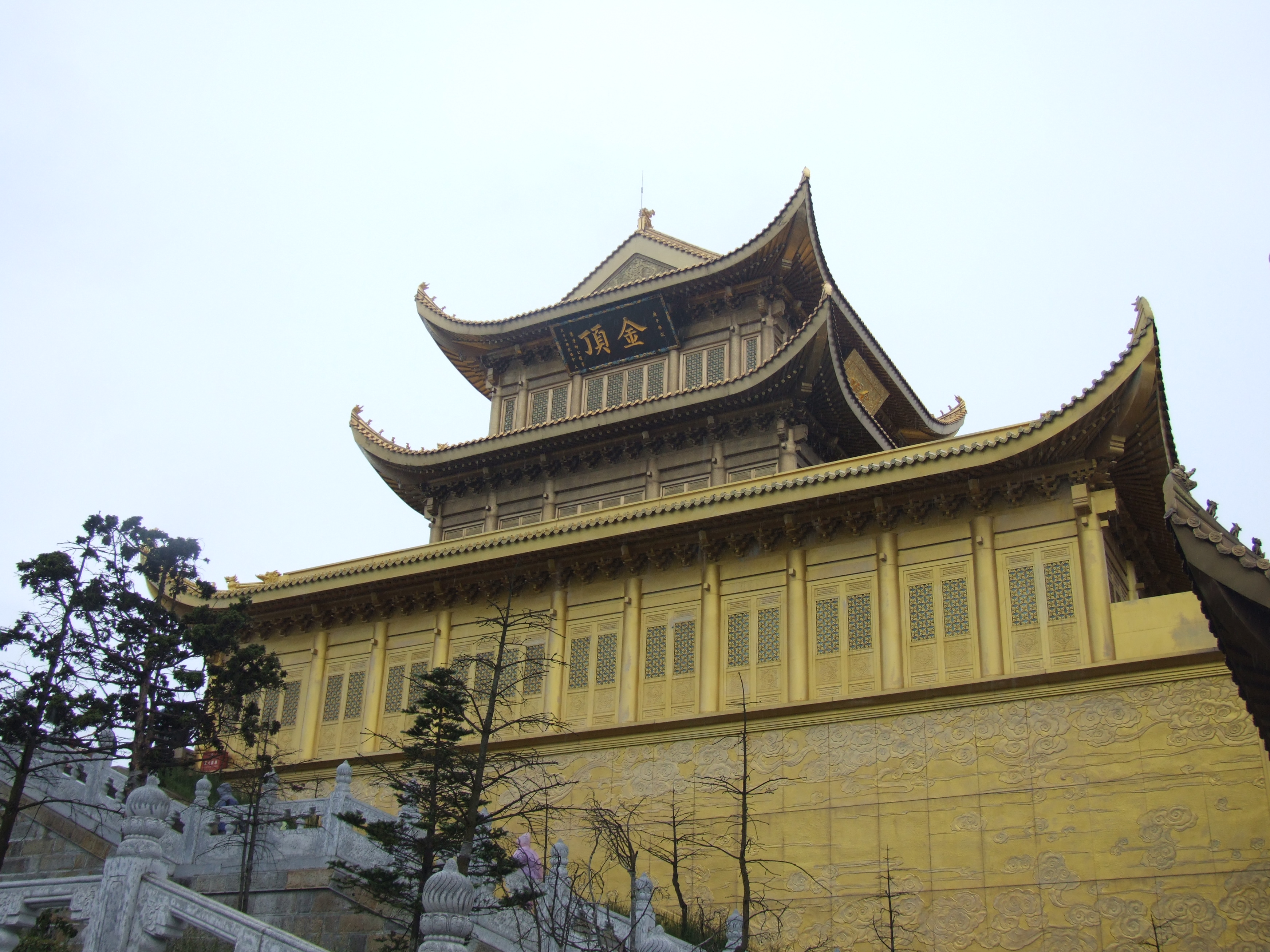
峨眉山金顶大雄宝殿

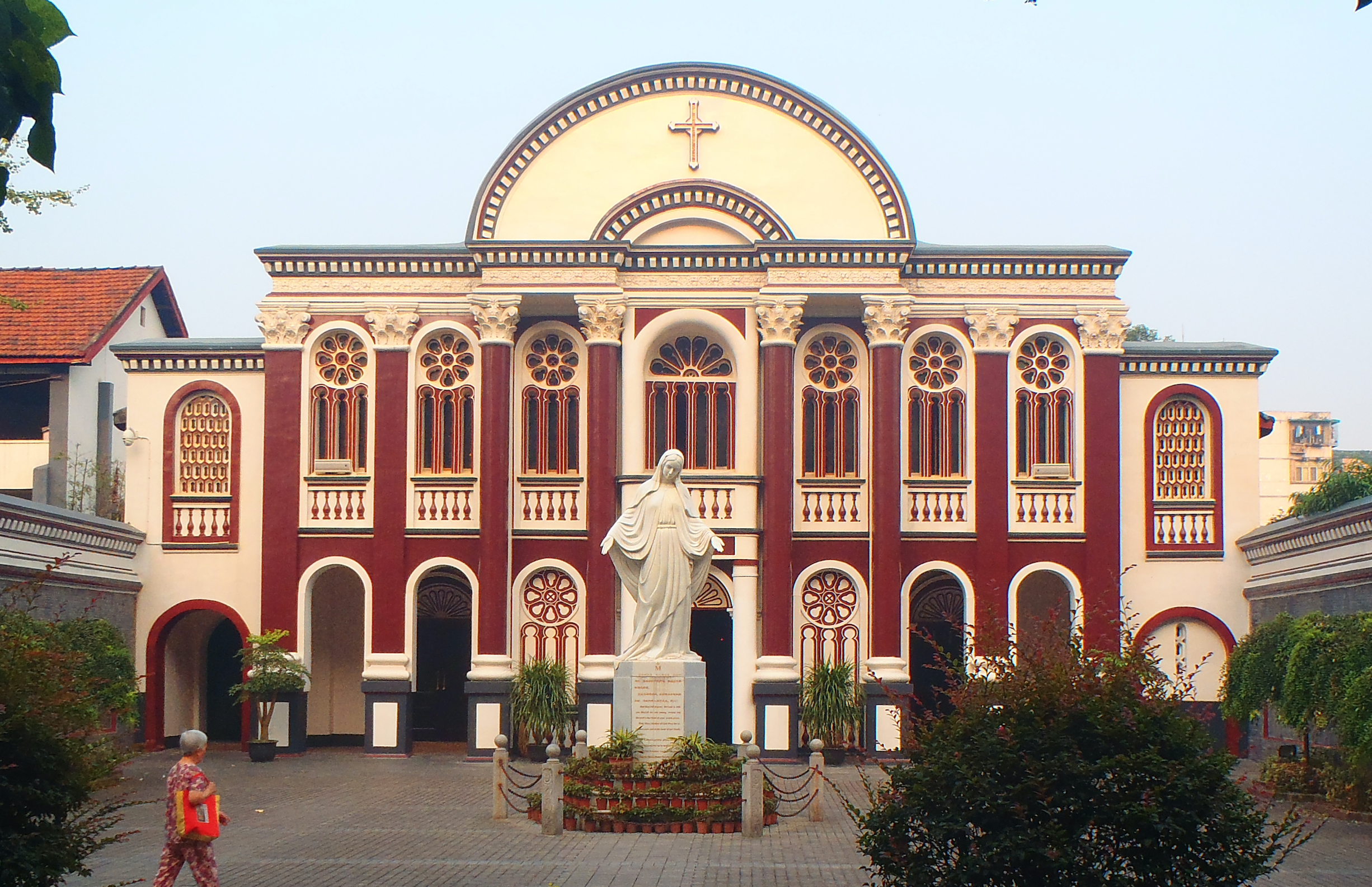
成都聖母無染原罪主教座堂，天主教成都教區主教駐地

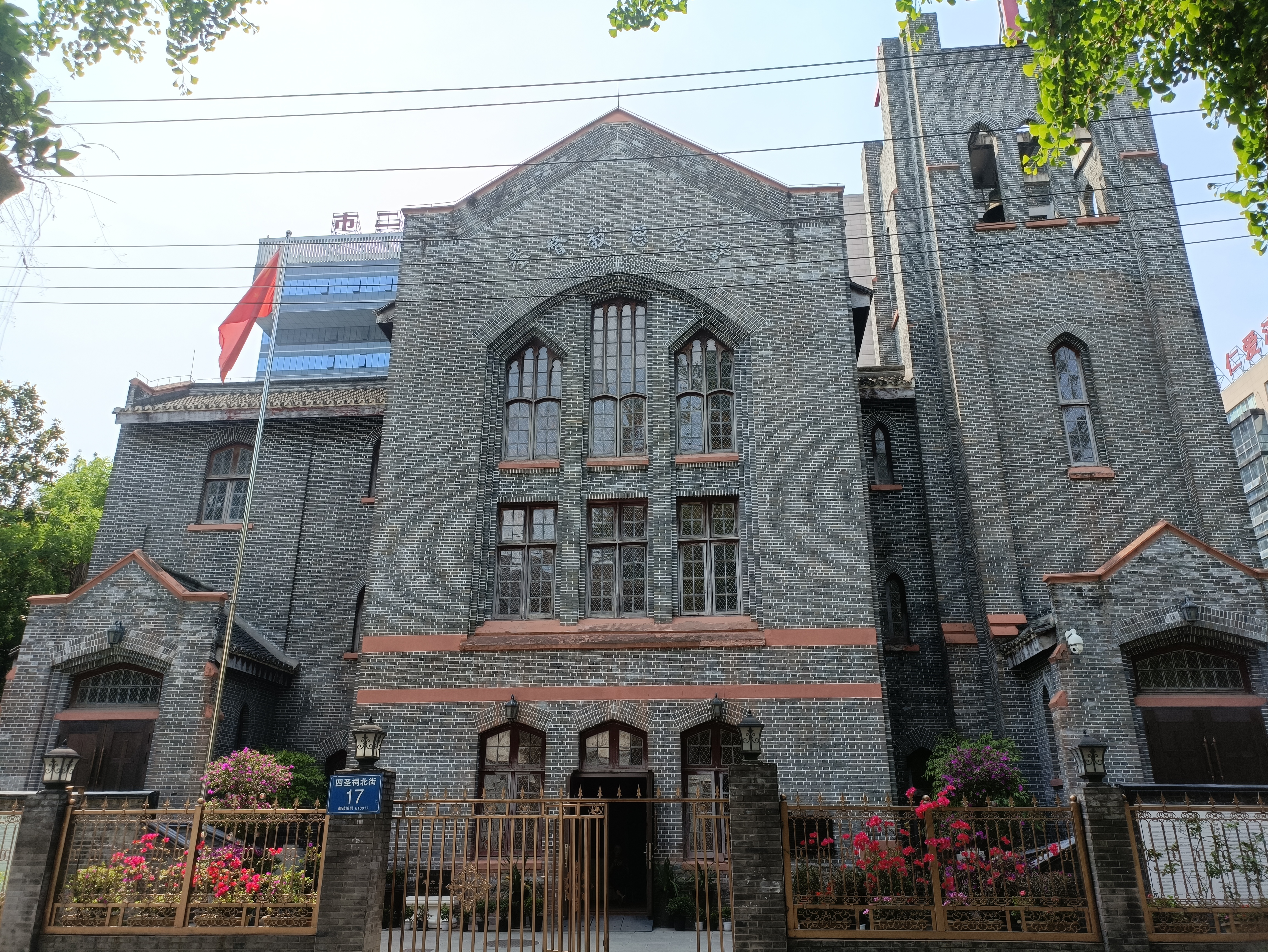
成都四聖祠恩光堂，原衛理公會加拿大美道會教堂

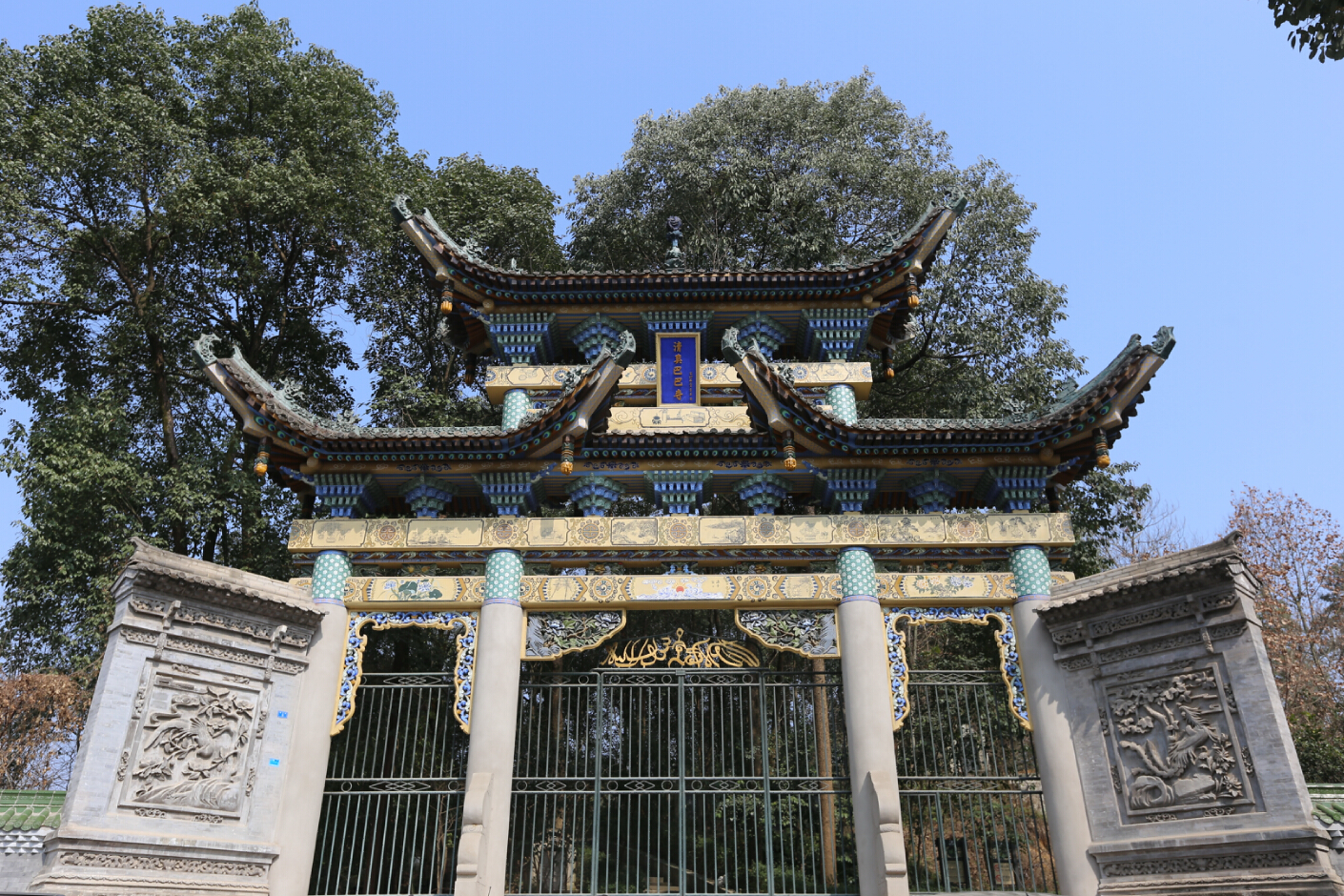
閬中巴巴寺，伊斯蘭卡迪里耶蘇非派清眞寺

古蜀王國時代有山神、江神崇拜。古蜀人出自岷山，沿岷江向外發展，因而有崇拜岷山山神與江神的習俗。《蜀王本紀》載：「李冰以秦時為蜀守，謂汶山為天彭闕，號曰天彭門，云亡者悉過其中，鬼神精靈數見。」此處的汶山即岷山。以岷山為神山，不會是李冰的主張，而是蜀人早已有之的信仰。《華陽國志·蜀志》記載李冰治水激怒江神，導致李冰與江神決鬥。成都有長期祀奉這名江神的習俗。揚雄《蜀都賦》提到「蠶叢始居岷山石室中」。雖然後來古蜀人離開岷山去到成都平原，但對岷山之石保留下一種大石崇拜習俗。在三星堆祭祀坑就發現一塊大石。古文獻記載的成都地區大石崇拜遺跡甚多，比如至今尙存的支機石、天涯石，曾經存在的五塊石、五丁擔、石鏡、飛來石、石筍。關於石筍的記載，《華陽國志·蜀志》說「每王薨，輒立大石，長三丈，重千鈞，為墓誌。今石筍是也。」杜甫亦留有《石筍行》一詩。《玉芝堂談薈·成都眞珠樓》記載石筍也是古蜀開明帝所造七寶樓之樓基，樓以珍珠作飾。唐時有大秦胡人（波斯傳教士）在成都傳播景教（東方教會），於七寶樓遺址上修建大秦寺，仍以珍珠作裝飾，因而被後世稱為珍珠樓。
現代四川汉族大部份無宗教信仰或信奉中国民间信仰，佛教及道教，另有少量的基督徒及穆斯林。在四川藏族聚居区，藏傳佛教、苯教等是主要的宗教信仰。在民间信仰方面，四川是流行全国的川主（二郎神）信仰，以及文昌信仰的发源地，灌口二王庙、七曲山大庙分别为二郎神及文昌帝君的祖庙。四川还有青衣神、马头娘、射洪神等地方神祗。川主信仰为四川最重要的民间信仰之一，起源于唐朝及之前，四川地区对秦蜀郡太守李冰的崇拜，是一种以巴蜀治水文化为核心内容的民间信仰。川主信仰的祭拜场所是川主庙（亦称为川主宫、川王宫、二郎庙、清源宫、万天宫等）。明清以来，川主成为了四川本土乡神，清朝川主庙遍布四川省（含今重庆市）内各州县，有方志记载的便超过500处。在川渝之外的川主庙则同时还兼有川人会馆的功能。
四川是道教的发源地。东汉顺帝汉安元年(公元142年)，张陵奉老子为教主并尊其为“太上老君”，以《道德经》为核心经典，在今成都市大邑县鹤鸣山中创立道教。张陵被道众敬称为“张道陵”或“张天师”。道教早期称为“天师道”或“五斗米道”。道教在该省仍有相当影响力。重要的道教活动场所有著名世界自然文化遗产青城山（四大道教名山之一）和位于成都市区的青羊宫。
佛教传入四川盆地的最初年代尚不能确定。根据地方志记载中的汉代古寺推断，东汉时佛教就应已记载的传入四川，有文字记载的是东晋哀帝兴宁三年(公元365年)，有位叫法和的僧人从中原来到四川，为佛教在四川的发展起到奠基的作用。四川省著名的佛教寺庙有位于成都的文殊院、大慈寺、新都的宝光寺、峨眉山的报国寺、万年寺等。峨眉山是中国四大佛教名山之一。藏传佛教在四川西部少数民族地区传播较为广泛。
基督教在四川的歷史可以上溯至唐朝時期的景教，成都和峨嵋山均有發現景教遺址。另據南宋隨筆集《能改齋漫錄》記載，唐朝有胡人在蜀國開明王朝君主所造之七寶樓遺址上修建大秦寺，其門樓十間，以珍珠翠碧貫之為簾。因此後人也稱該寺作「珍珠樓」。天主教在四川的传播始于崇祯十三年（1640年），这一年，天主教耶稣会意大利传教士利类思司铎从北京入川传教，後有葡萄牙教士安文思入川協助。自1753年起，巴黎外方傳教會接任在川省的傳教工作。後來法國傳教士古洛東（François-Marie-Joseph Gourdon）基於利、安二教士之經歷著有《聖教入川記》敍述天主教在四川的開教史。西南地区三省一市联合开办的四川天主教神哲学院位于成都市。同治七年（1868年），英國倫敦會的格里菲斯·约翰和大英聖經公會的偉烈亞力进入四川传教，并将游历见闻向英国各差会本部汇报。这是基督新教第一次在四川传教。加拿大衛理公會的宣教差會美道會於1892年入川，在成都市設立恩光堂和福音醫院。1895年成立聖公會華西教區，教座位於閬中聖約翰座堂。截止2013年，四川省已开放的基督教堂（点）共241处。
四川在唐末、五代时期已有穆斯林居住，10世纪初大规模传入。清代是四川伊斯兰教繁荣时期，當時在閬中市建有中國蘇非派的清真寺巴巴寺。现有穆斯林12万余人，属逊尼派。
據姚崇新在其〈唐宋時期巴蜀地區的火祆教遺痕〉（又作〈中古時期巴蜀地區的火祆教遺痕〉）一文中考證，四川在唐、前、後蜀、宋時期曾流行祆教。中山大學教授黎國韜認為二郎神的原型即來自粟特祆神維施帕卡。首都師範大學的侯會則認為「該信仰產生於具有祆教文化背景的川蜀地區，二郎神的種種神性又與祆教雨神（得悉神，又作蒂什塔爾）特徵相吻合，由此推測，二郎信仰源頭應為祆教雨神崇拜。」

## 科研教育

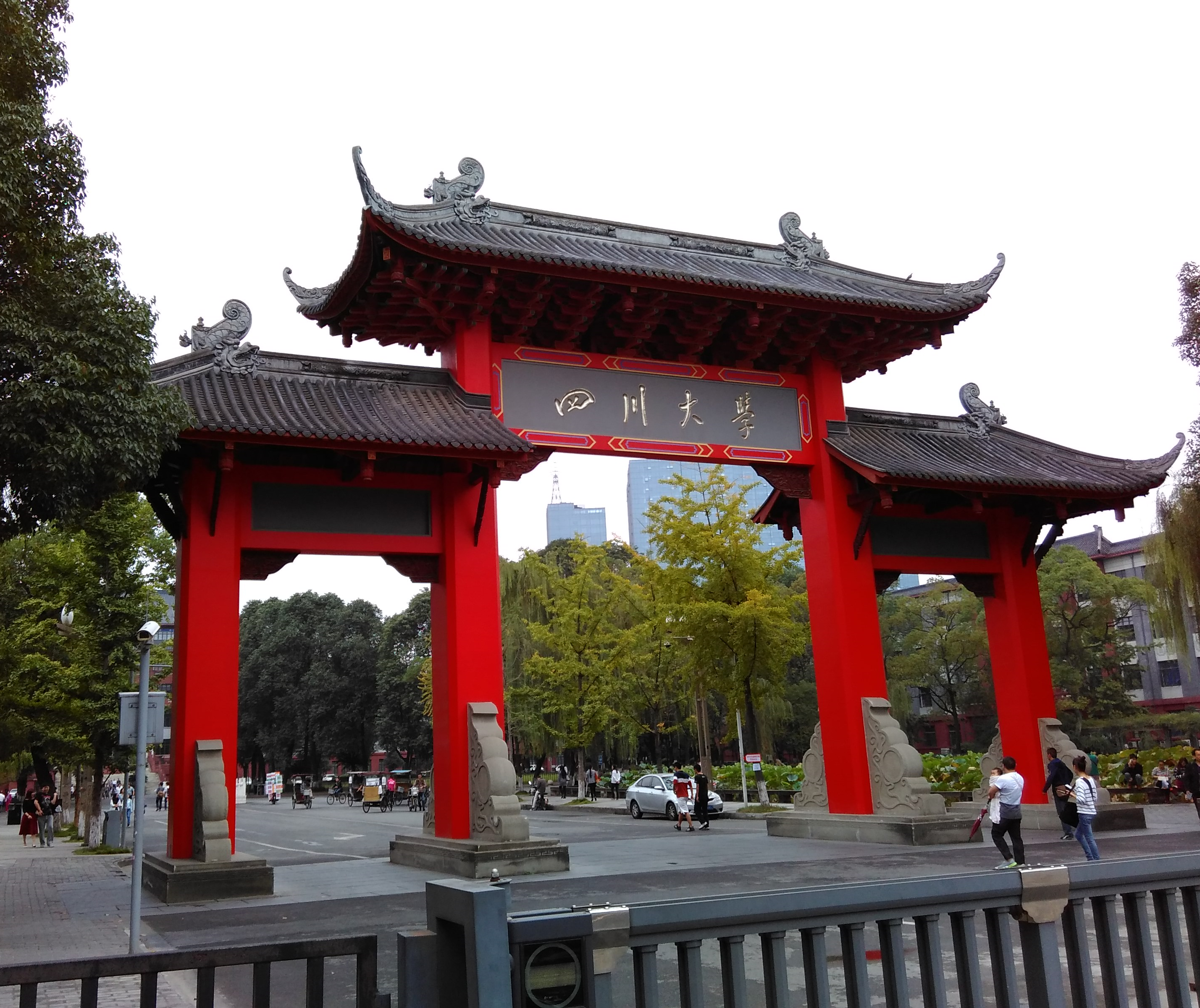
四川大学望江校区北门

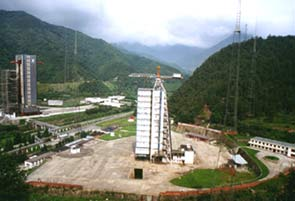
西昌卫星发射中心

四川是人口大省，也是教育大省，並有8所大學入選全國雙一流建設項目，成都则是中国著名的高等教育基地之一。拥有诸如四川大学、电子科技大学、西南交通大学、西南财经大学、成都理工大学、四川农业大学、西南石油大學、成都中醫藥大學、中國民航飛行學院等中国重点大学。四川基础教育普及率较好，2011年末全省181个县（市、区）全部实现了基本普及九年义务教育，义务教育人口覆盖率为100%。截至2018年末，全省各级各类学校的总数为2.5万所，学生和教职工的人数分别为1573万和111万，教工人数中有91万为专任教师。四川统计公报显示：全省共有小学5730所，2018年有95.2万新生入学，小学生总人数为555.5万；普通中学3716所，2018年招新生92.4万，学生总数262万；还有128所为特殊教育学校，学生1.5万。成都是四川省的高等教育中心，其他地级市都有培养中小学教师的师范学校或学院。四川拥有119所普通高校，13所成人高校，培养研究生的机构36个，2018年还有53万人以自学考试的形式接受高等教育。据四川省教育厅的资料显示，全省范围高等教育的毛入学率为22%。
四川省有许多优势科技项目，如新材料与新能源、生物工程、航空航天、电子信息、核技术等，截至2018年末，全省的国家级重点实验室和省部级重点实验室分别为14个和116个，国家级工程技术中心和省级工程技术研究中心分别为16家和208家，共有59名在学术和科技领域颇有造诣的专家、学者和教授被委任为中国科学院和中国社会科学院的院士。2018年全省有高新技术企业4200家，其中国家级科技企业孵化器29家，有152987项新产品或项目申报专利，其中有87372件获得专利授权。坐落于四川西南部凉山彝族自治州西昌市的西昌卫星发射中心，是中国著名的航天基地。

## 对外交流
四川省缔结国际友好城市始于1981年该省省会成都市与法國蒙彼利埃结为友好城市:362；截至2023年，四川省及其下辖各地、縣級行政區已與47个国家的127个城市结为友城。其中，省級友好地區有40對，地級友好城市有69對，縣級友好城市有18對。
| 省級行政區 | 姐妹行政區 | 姐妹行政區 | 姐妹行政區        | 缔约日期       |
| 省級行政區 | 国家       | 国家       | 省级地区          | 缔约日期       |
| ---------- | ---------- | ---------- | ----------------- | -------------- |
| 四川省     | 1          | 美国       | 华盛顿州          | 1982年10月17日 |
| 四川省     | 2          | 美国       | 密歇根州          | 1982年11月9日  |
| 四川省     | 3          | 日本       | 广岛县            | 1984年9月17日  |
| 四川省     | 4          | 日本       | 山梨县            | 1985年6月18日  |
| 四川省     | 5          |            | 平安南道          | 1985年10月18日 |
| 四川省     | 6          | 法國       | 南部-庇里牛斯大区 | 1987年6月9日   |
| 四川省     | 7          | 德国       | 北威州            | 1988年7月7日   |
| 四川省     | 8          | 英国       | 莱斯特郡          | 1988年10月26日 |
| 四川省     | 9          | 義大利     | 皮埃蒙特区        | 1990年2月27日  |
| 四川省     | 10         | 巴西       | 伯南布哥州        | 1992年7月31日  |
| 四川省     | 11         | 匈牙利     | 托尔瑙州          | 1993年11月1日  |
| 四川省     | 12         | 西班牙     | 瓦伦西亚自治区    | 1994年3月7日   |
| 四川省     | 13         | 比利时     | 布鲁赛尔首都区    | 1995年4月13日  |
| 四川省     | 14         | 委內瑞拉   | 巴里纳斯州        | 2001年7月5日   |
| 四川省     | 15         | 荷蘭       | 弗里斯兰省        | 2001年12月3日  |
| 四川省     | 16         | 南非       | 普马兰加省        | 2002年10月16日 |
| 四川省     | 17         | 巴西       | 帕拉州            | 2009年10月15日 |
| 四川省     | 18         | 泰國       | 素攀武里府        | 2010年6月30日  |
| 四川省     | 19         | 法國       | 香槟-阿登大区     | 2012年9月13日  |
| 四川省     | 20         | 荷蘭       | 林堡省            | 2014年6月4日   |
| 四川省     | 21         | 日本       | 和歌山县          | 2022年1月26日  |

### 引用
1. ↑   (PDF). 联合国开发计划署中国分部: 第102页. 2016  [2017-12-07]. （原始内容 (PDF)存档于2017-12-06） （中文（中国大陆））.
2. 1 2 3 4 5 6  . 四川省人民政府. 2020-07-08  [2021-01-20]. （原始内容存档于2021-03-03）.
3. ↑  何跃青. . 外文出版社. 2013.5. ISBN 9787119082202.
4. 1 2  . 国家历史. 2009-04-30  [2021-01-20]. （原始内容存档于2021-02-19）.
5. ↑  赵尔阳. . 西南大学. 2014年.
6. ↑  杨甜子. . 四川党的建设：农村版. 2011年.
7. ↑  . 四川日报. 2020-09-17  [2021-01-20]. （原始内容存档于2021-02-19）.
8. ↑  . 中国日报网. 2009-09-24  [2021-01-20]. （原始内容存档于2021-02-19）.
9. ↑  . 天然气咨询. 2020-08-31  [2021-01-20]. （原始内容存档于2021-02-23）.
10. ↑  . 中国新闻网. 2020-01-24  [2021-01-20]. （原始内容存档于2021-03-03）.
11. ↑  . 《广东农业科学》杂志. 2010-04  [2021-01-22]. （原始内容存档于2021-03-03）.
12. 1 2  四川省地方志编纂委员会. . 方志出版社. 2016.2: 1. ISBN 978-7-5144-1385-4.
13. ↑  牛汝辰. . 北京: 中国社会出版社. 2016.2. ISBN 978-7-5087-5238-9.
14. 1 2  贾文毓,李引 主编. . 北京: 华夏出版社. 2005.8. ISBN 7-5080-3790-1.
15. 1 2  张学君 主编; 四川省地方志编纂委员会. . 北京: 方志出版社. 2003. ISBN 7-80122-933-9.
16. ↑  谭其骧; 王天良; 邹逸麟; 郑宝恒; 胡菊兴. . 《复旦学报(社会科学版)》. 1980, (S1).
17. 1 2  袁庭栋：《巴蜀文化志》，四川出版集团·巴蜀书社，2009年5月，ISBN 978-7-80752-357-4
18. ↑  . 凤凰网. 2014-06-12  [2016-11-05]. （原始内容存档于2016-11-05）. 200万年：四川巫山人
19. ↑   (PDF). 方志出版社. 2003-03: 136  [2018-12-01]. ISBN 9787801229335. （原始内容存档 (PDF)于2018-12-02）.
20. ↑  . 当代中国出版社. 1997-05. ISBN 9787800925771.
21. 1 2  . 成都市武侯区图书馆.   [2016-11-05]. （原始内容存档于2016-11-05）.
22. ↑  谭继和. . 巴蜀书社; Esphere Media（美国艾思传媒）. 2012-03-01. ISBN 9787807529989 （中文）.
23. ↑  . 内蒙古人民出版社. 2015-05-22. ISBN 9787204094394 （中文）.
24. ↑  段渝. . 四川社会科学在线. 四川省社会科学院信息网络中心. 2009-01-06  [2016-11-05]. （原始内容存档于2016-11-05）.
25. ↑   (PDF). 方志出版社. 2003-03: 142  [2018-12-01]. ISBN 9787801229335. （原始内容存档 (PDF)于2018-12-02）.
26. ↑  . 澎湃新闻. 方志四川. 2021-01-05  [2024-01-17]. （原始内容存档于2024-01-17）.
27. ↑  . 方志出版社. 2003-03: 144-145  [2018-12-01]. ISBN 9787801229335.
28. ↑  . 方志出版社. 2003-03: 164  [2018-12-01]. ISBN 9787801229335.
29. ↑  . 新华网.   [2010-05-03]. （原始内容存档于2011-11-01） （中文（简体））.
30. ↑  吴达德. . 四川辞书出版社; Esphere Media（美国艾思传媒）. 2015-06-21: p. 118. ISBN 9787806827086 （中文）.
31. ↑  . 中华网. 2014-01-23  [2016-11-05]. （原始内容存档于2016-11-05）.
32. ↑  四川省地方志工作办公室. . 四川省情网.   [2017-02-16]. （原始内容存档于2024-01-17）.
33. ↑  刘国铭. . 中华工商联合出版社. 1993: p. 584  [2016-11-05]. （原始内容存档于2016-11-05） （中文）.
34. ↑  曹树基，《大饑荒：1959－1961年的中国人口》，香港时代国际出版有限公司，2005年版
35. ↑  李贵平. . 新浪. 《华西都市报》. 2018-07-12  [2021-07-27]. （原始内容存档于2018-07-12） （中文）.
36. ↑  . 新華網. 2008-05-16  [2008-05-23]. （原始内容存档于2008-05-20） （中文（繁體））.
37. ↑  . 香港商報. 2008-05-17  [2010-05-22]. （原始内容存档于2008-12-04） （中文（繁體））.
38. ↑  . ）新华网：财经.   [2019-02-03]. （原始内容存档于2019-02-03） （中文（简体））.
39. ↑  游世龙. 游世龙 , 编.  第二版. 成都地图出版社. 2014年1月: 12. ISBN 9787807045649.
40. ↑  . 四川省情网.   [2024-01-16]. （原始内容存档于2024-01-17）.
41. 1 2 3  苟德仪. . 中国历史地理论丛. 2018年, (第10期).
42. ↑  . 21世纪经济报道. 2016-09-08  [2021-01-20]. （原始内容存档于2021-03-03）.
43. ↑  . 中华人民共和国民政部.   [2020-03-05]. （原始内容存档于2015-04-02）.
44. ↑  . 四川省统计局.   [2021-09-22]. （原始内容存档于2021-08-24）.
45. ↑  中华人民共和国民政部. . 中国统计出版社. 2014年8月. ISBN 978-7-5037-7130-9.
46. 1 2  . 中国档案报.   [2021-01-21]. （原始内容存档于2021-02-23） （中文（简体））.
47. ↑  1995年7月1日，成渝高速公路正式开通，是我省第一条高速公路 （页面存档备份，存于）. 四川新闻网. 2010-01-12.
48. ↑  依托四川高速公路网建设和成渝改革实验区的发展 西部高速第一股四川成渝正驶上发展的高速公路 （页面存档备份，存于）. 上海证券报. 2009-07-06.
49. 1 2  . 新华网.   [2021-01-21]. （原始内容存档于2021-02-23） （中文（简体））.
50. ↑  . 四川省交通运输厅.   [2021-01-21]. （原始内容存档于2021-03-03） （中文（简体））.
51. ↑  . 四川在线.   [2021-01-21]. （原始内容存档于2021-03-03） （中文（简体））.
52. ↑  四川省交通运输厅. . 2019-12-05  [2019-12-22]. （原始内容存档于2019-12-22）.
53. ↑  . 中国铁路货物运输网.   [2010-01-01]. （原始内容存档于2009-06-16） （中文（简体））.
54. ↑  . 央广网.   [2020-11-09]. （原始内容存档于2020-11-09）.
55. ↑   (PDF). 四川省交通投资集团有限公司.   [2020-11-09]. （原始内容存档 (PDF)于2019-11-26）.
56. ↑  邓强. . 四川在线. 2019-05-09. （原始内容存档于2019-05-11）.
57. ↑  . 2020-08-06  [2021-01-23]. （原始内容存档于2020-08-07）.
58. ↑  . 每日经济新闻. 2020-12-18  [2021-01-23]. （原始内容存档于2021-02-23）.
59. ↑  . 成都地铁运营官方微博. 2020-01-01. （原始内容存档于2020-04-05） （中文）.
60. ↑  . 华西都市报. 2020-11-28  [2020-11-28]. （原始内容存档于2021-01-18）.
61. ↑  . 人民网.   [2020-11-10]. （原始内容存档于2020-11-10）.
62. ↑  . 人民网.   [2020-11-10]. （原始内容存档于2020-11-10）.
63. ↑  华西都市报. . 中国新闻网. 2013-09-27  [2013-10-04]. （原始内容存档于2013-10-04）.
64. ↑  . 腾讯网. 2009-09-16  [2011-12-31]. （原始内容存档于2013-10-04）.
65. ↑  . 2008-11-13  [2011-12-31]. （原始内容存档于2013-02-09）.
66. ↑  . 中新网四川. 2019-10-31.[]
67. ↑  . 四川省交通运输厅. 2013-03-11.
68. ↑  . 川报观察. 2020-01-21  [2021-01-21]. （原始内容存档于2021-03-03）.
69. ↑  . 华经情报网. 2014-06-12  [2021-01-21]. （原始内容存档于2021-02-23）.
70. ↑  . 澎湃新闻. 2014-06-12  [2021-01-21]. （原始内容存档于2021-02-23）.
71. ↑  . 中商产业研究院. 2019-12-24  [2021-01-21]. （原始内容存档于2021-02-19）.
72. ↑  . 四川日报. 2021-01-18  [2021-01-21]. （原始内容存档于2021-03-03）.
73. ↑  萧易：《古蜀国：故乡还是他乡？》，先锋国家历史，2009年5月
74. ↑  谭继和：《巴蜀文化辨思集》，四川出版集团·四川人民出版社，2004年6月
75. ↑  . 四川省人民政府网站.   [2009-05-14]. （原始内容存档于2009-07-19） （中文（简体））.
76. ↑  徐杰舜. . . 上海人民出版社. 1999. ISBN 9787208030596.
77. 1 2  严奇岩. . 成都大学学报（社科版）. 2007年第4期.
78. 1 2 3 4 5 6  四川省地方志编纂委员会. . 方志出版社. 2016.2: 1. ISBN 978-7-5144-1385-4.
79. ↑  范建华. . 云南美术出版社. 2012: 337. ISBN 9787548908753.
80. ↑  . 剑阁县人民政府. 2021-01-13  [2021-02-08]. （原始内容存档于2021-03-03）.
81. ↑  .   [2021-01-24]. （原始内容存档于2021-03-03）.
82. ↑  .   [2021-01-24]. （原始内容存档于2020-08-06）.
83. ↑  .   [2021-01-24]. （原始内容存档于2021-02-19）.
84. ↑  .   [2021-01-24]. （原始内容存档于2021-02-10）.
85. ↑  .   [2021-01-24]. （原始内容存档于2021-02-10）.
86. ↑  . 四川微游. 2022-06-04.
87. ↑  .   [2021-01-24]. （原始内容存档于2021-03-03）.
88. ↑  . 四川省人民政府网站.   [2021-01-21]. （原始内容存档于2021-03-03） （中文（简体））.
89. ↑  . 四川省人民政府网站.   [2023-12-30]. （原始内容存档于2023-12-30）.
90. ↑  . 四川省人民政府.   [2021-01-21]. （原始内容存档于2021-01-30） （中文（简体））.
91. ↑  . 华西都市报. 2011-10-28  [2022-08-21]. （原始内容存档于2020-02-03） （中文（简体））.
92. ↑  . 21世纪经济报道.   [2021-01-21]. （原始内容存档于2021-10-12） （中文（简体））.
93. ↑  . 四川政府网.   [2009-07-16]. （原始内容存档于2010-12-20） （中文（简体））.
94. ↑  国务院第七次全国人口普查领导小组办公室. .   [2023-07-26]. （原始内容存档于2023-05-12）.
95. ↑  袁, 庭栋. . . 上海: 上海人民出版社. 1998: p. 241. ISBN 7-208-02269-0.
96. ↑  付玉强.  (硕士论文). 西南大学. 2011.
97. ↑  . 四川巴蜀网.   [2010-01-01]. （原始内容存档于2007-10-17） （中文（简体））.
98. ↑  Li, Tang; Winkler, Dietmar W. (编). . "orientalia – patristica – oecumenica" series (vol. 9). Münster: LIT Verlag. 2016: p. 261  [2022-07-30]. ISBN 9783643907547. （原始内容存档于2021-06-16） （英语）.
99. ↑  Baumer, Christoph.  New Edition. London: I. B. Tauris. 2016: p. 183  [2022-07-30]. ISBN 978-1-78453-683-1. （原始内容存档于2021-06-17） （英语）.
100. ↑  吳曾. . 1843  [2022-07-30]. （原始内容存档于2021-06-07）.
101. ↑  黃彼得. . 香港: 金燈臺出版社. 2006-05-01: p. 216  [2022-07-30]. ISBN 9789627597469. （原始内容存档于2021-06-19）.
102. ↑  . 四川统战部. 2013-09-22  [2024-01-17]. （原始内容存档于2024-01-17）.
103. ↑  . 巴蜀文化网.   [2009-07-16]. （原始内容存档于2009-11-21） （中文（简体））.
104. ↑  姚, 崇新. . 鄭, 阿財; 汪, 娟  (编). . 新北: 新文豐出版公司. 2010-10-01: 997–1028. ISBN 978-957-17-2120-0.
105. ↑  黎, 國韜. . 《宗教学研究》. 2004, (2): 78–83  [2023-09-10]. doi:10.3969/j.issn.1006-1312.2004.02.013. （原始内容存档于2023-03-23）.
106. ↑  侯, 會. . 《宗教学研究》. 2011, (3): 195–203  [2023-09-10]. ISSN 1006-1312.[]
107. ↑  . 四川省统计局. 2012-04-06  [2022-10-21]. （原始内容存档于2022-11-03）.
108. 1 2 3  . 四川省统计局. 2019-03-06  [2022-10-21].
109. ↑  . 四川省教育厅.   [2010-05-10]. （原始内容存档于2010-05-05） （中文（简体））.
110. ↑  四川省地方志编纂委员会 编. . 四川省成都市: 巴蜀书社. 2001年  [2023-12-15]. ISBN 9787806590263.
111. ↑  . 新浪新闻. 成都市政府网站. 2019-08-22  [2023-05-11]. （原始内容存档于2023-12-03）.
112. ↑  . 四川省外事办公室. 2023-07-05  [2023-12-03]. （原始内容存档于2023-12-03）.

## 延伸阅读
[在维基数据编辑]
 《欽定古今圖書集成·方輿彙編·職方典·四川總部》，出自陈梦雷《古今圖書集成》